# スライム (ドラゴンクエスト)

兵庫県洲本市のドラゴンクエスト記念碑。向かって左端の像がスライムをかたどっている。

スライム（Slime）は、ロールプレイングゲーム等に登場する架空の怪物の名称であるが、本項目ではその中でも特に著名であるスクウェア・エニックスのコンピュータゲーム「ドラゴンクエストシリーズ」に登場するスライムとその眷属について解説する。同シリーズ以外のスライムについては「スライム (架空の生物)」の項を参照のこと。

## 特徴

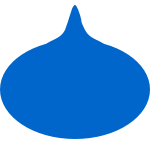
スライムの形状

### スライム
本来のスライムはアメーバ状のどろどろした得体の知れない怪物であり、第1作『ドラゴンクエスト』の制作時に堀井雄二によって描き起こされたスライムのラフスケッチも、そのようなアメーバ状のスライムであった。しかし、「ドラゴンクエストシリーズ」のキャラクターデザインを担当した鳥山明は、「どろどろしたものはデザインしにくい」という理由から、水滴状（タマネギ型とも言われる）の体にグミ状の物質を持ち、大きな丸い目と笑っているかのようなU字型の口を与えて親しみやすいデザインとした。
見た目がたいへん愛らしいことからこのシリーズのマスコットキャラクター的存在となり、同シリーズおよび関連作品には必ずこのスライムが登場する。この人気は鳥山にとって予想外であり、「数あるモンスターのなかで、凄い人気が出ちゃったスライム。実は描いたときそんなに入れ込んだキャラじゃなかったんすよね。スライムってドロドロでペシャンコのイメージがあって、それが嫌だから立体に描いた。それだけで人気者になるとは思わなかったっす（笑）。」と語っている。

### メタルスライム
種族名に「メタル」がついており、ゲームにおいて倒すと大量の経験値が得られるこのスライムは、「メタル系スライム」（通称「メタスラ」）と呼ばれる。メタル系スライムはどれもHPが低い反面守備力が非常に高い上に、ほとんどの呪文や特技を無効化する耐性も持ち合わせる。倒すことができれば大量の経験値を得られるが、素早さが高くすぐに逃げるため倒すこと自体が困難。

## スライムの種類
「ドラゴンクエストシリーズ」のゲーム作品において「スライム」の名を持つ種族、少なくともいずれか1作において「スライム系」として扱われた種族、およびそれらと同じ姿を持つ種族を全て挙げる。
※下記している属名は、スライム属から海スライム属まではファミリーコンピュータ版『ドラゴンクエストIII そして伝説へ…』の公式ガイドブックに記載されている属名を、キングスライム属からぶちスライム属までは初登場作品での公式ガイドブックに記載されている属名を使用。ウイングスライム属以下に記すものは、ここでの便宜上の属名としており、公式に定められた属名ではない。また、のちの作品に登場した似た姿のスライムも便宜的に同属とした。
※メタル族は別に表記。

### スライム属（基本形）
スライム
外伝も含めた「ドラゴンクエストシリーズ」全作品に登場する。
色は青（または水色）で、全てのスライムの基本体。多くの作品ではゲーム中最も弱いモンスターとして最初から登場するが、『ドラゴンクエストVI 幻の大地』では、さらに弱いモンスター「ぶちスライム」（後述）が登場するため、しばらくストーリーが進んだあとに登場する。攻撃方法は、アクションが表現されてからは飛び跳ねて急接近、体当りなどが描かれるようになった。『V』で仲間になるスライムは補助呪文・補助特技を数多く覚える。『VI』で仲間になるスライムはMPが低くて攻撃呪文を使いにくいが、MPを消費しない特技が数多く登場する。『V』『VI』では、仲間にしてレベルを上げていくと、最高レベル付近で灼熱の炎を覚える（『V』では「しゃくねつほのお」、『VI』では「しゃくねつ」という名前となる）。「モンスター物語」では草食とされている。さらに、基本的に争いを好まない温和なモンスターという描写がなされている。『ドラゴンクエストモンスターズ』では、「マダンテ」の特技を覚えられる数少ないモンスターである。PS2版『V』では、アイテム「うわさのノート」に「食べるもので色が変わるらしい」という記述がある。これは雑食により赤色に変化したスライムベスの設定とも共通する。また最も弱いモンスターと設定されているが、アーケードゲーム『ドラゴンクエスト モンスターバトルロード』ではすばやさがトップクラスで、攻撃技「スラ・ストライク」には会心の一撃が出やすいという特徴があり、全身を発光させ攻撃する「ミラクルフラッシュ」という技には目くらましの効果があるという特徴を持つ。人間を敵として見ない個体も存在し、『III』以降では町やダンジョンなどで話しかけることができ、戦闘にならないスライムが見られる。言葉を話せるか話せないかは個体によるようだ。鳴き声は『ピキー!』が一般的。
『マリオスポーツミックス』や『いただきストリートWii』では「マリオシリーズ」のキャラクターたちとの共演を果たしている。
がったいスライム / スライムLv8
『ドラゴンクエストIV 導かれし者たち』以降で登場。
表記上は通常の「スライム」（『ドラゴンクエストVII エデンの戦士たち』では「スライムLv8」）で、外見上も通常のスライムと区別がつかない。8匹合体することでキングスライムになる能力を持ち、通常のスライムよりも生命力が高く、戦闘では仲間を次々と呼び出し合体しようとする。また『IX』では3体で合体し、スライムタワーに変化する種も存在する。
凶スライム
『ジョーカー3』に登場。顔の半分がマ素に侵食されたスライム。
スライムベス
第1作から登場し、以降『ドラゴンクエストII 悪霊の神々』および『V』以外の全ての本編に登場。
赤色（もしくはオレンジ色）のスライム。「モンスター物語」では食草の少ない所に生息するため雑食となったスライムであり（体色が赤いのは血を吸ったからとも）、闘争心が強いゆえにスライムよりも若干強いとされる。また書籍によってはスライムのメスであるという説も記述されている。『III』では能力がスライム並みであるにもかかわらずストーリーの終盤近くに登場し、モンスターレベルが非常に高く設定されているため逃げにくい。『X』で身体が他のスライムに比べて少々温かいことが判明している。また同作中でレベルが上がるとクイーンスライムになるような描写が存在する。『ドラゴンクエスト列伝 ロトの紋章』ではスライムのメスであるともいわれるが、真意は不明。『ドラゴンクエスト モンスターバトルロード』では、チーム全体のテンションを上げる「ためる」と全身に炎をまとって突撃する「スラ・バーニング」の2つの技を使い、攻撃役・サポート役の両方をこなせる。同ゲームの限定カード「モリーセレクション」内の絵で、「合体してキングスライムのようになりたい」と思っているらしい描写がある。「モンスターパレード」ではキングであるベスキングが登場する。
凶スライムベス
『ジョーカー3』に登場。顔の半分がマ素に侵食されたスライムベス。
エレキスライム
黄色いスライム。3DS版『VII』のみに登場。
ピーチスライム
ピンクのスライム。『イルとルカの 不思議なふしぎな鍵』に登場。合体してクイーンスライムになる。
ベリースライム
紫色のスライム。『イルとルカの 不思議なふしぎな鍵』に登場。
チェリースライム
赤色のスライム。『イルとルカの 不思議なふしぎな鍵』に登場。
ホイップスライム
垂れ下がった長い角が特徴の白いスライム。『イルとルカの 不思議なふしぎな鍵』に登場。
プリンスライム
プリンのようなカラーリングが特徴のホイップスライム。『イルとルカの 不思議なふしぎな鍵』に登場。
チョコスライム
チョコのようなカラーリングにチョコチップが乗っているのが特徴のスライム。『ドラゴンクエスト モンスターパレード』に登場。
マシュマロスライム
クリーム色で角の部分が茶色になっているのが特徴のスライム。チョコスライムのことが大好きである。『ドラゴンクエスト モンスターパレード』に登場。
レモンスライム
黄色のスライム。『ドラゴンクエスト モンスターパレード』に登場。
ライムスライム
緑のスライム。『ドラゴンクエスト モンスターパレード』に登場。
プレミアムスライム
ピンクに光るスライム。『ドラゴンクエスト モンスターパレード』に登場。
グロースライム
黄金のスライム。『ドラゴンクエスト モンスターパレード』に登場。
サービス開始当初から空欄になっていたモンスター番号123番のモンスター。サービス終了1か月前になって実装された。
スライムダーク
『ドラゴンクエストVIII 空と海と大地と呪われし姫君』で登場。
闇の世界に生息する真っ黒なスライム。スライム一族の秘技「スラ・ストライク」を繰り出す。この技は、もともと『スライムもりもりドラゴンクエスト』のプレイヤーとしてのスライムの技だった。下述の｢ダークスライム｣とは別物である。
スライムスノー
『剣神ドラゴンクエスト 甦りし伝説の剣』に登場。
雪原に生息する白いスライム。
強スライム
『ジョーカー2』で登場。
見た目はスライム (基本体)と同じだが能力が強化されている。レベル20以上のスライム2体で配合すると生まれる。
『ジョーカー2 プロフェッショナル』ではDランク以下なら他のモンスターも同様の形で強にできる。
最強スライム
『ジョーカー2』で登場。
見た目は変わらないが、能力は格段に強化されている。レベル50以上の強スライム2体で配合すると生まれる。
『ジョーカー2 プロフェッショナル』ではAランク以下なら他のモンスターも同様の形で最強にできる。
クリスマスライム
『X』で期間限定で登場するサンタの帽子をかぶったスライム。
ホワイトスライム
『モンパレ』で登場するボスモンスター。白い体色の正義のスライム。タミーノ王に仕えている。ホワイトキング（キングスライム属）も同様に仕えている。
戦闘後もタミーノ王に仕えている。
上記のスライムスノーに酷似するが関連性は不明。
Ｖスライム
『スーパーライト』『モンスターパレード』で登場。『Vジャンプ』とコラボした頭にVマークがついたスライム。
ブラックスライム
『スキャンバトラーズ』で登場。黒い体色。
上記のスライムダークに酷似する。
スライム・雲
『星のドラゴンクエスト』で登場。惑星クラウドに住むライトグリーンのスライム。
ドットスライム
「星ドラ」かみさまチャレンジ十段で登場。FC版1のドット絵を再現したスライムで、行動時は点滅する。
USJスライム
『バトルスキャナー』で登場。2017年3月17日～9月3日の間にユニバーサルスタジオジャパンで開催される「ドラゴンクエスト・ザ・リアル」で関連グッズ、フードを1000円以上1購入するとチケットが入手できる。
はぐれスライム
『スーパーライト』に登場。とある遊び人になついた魔物。最初にパーティに加わったスライムは、身体に描かれたイカリと突進攻撃が自慢。
スーラ
『X』のアストルティア防衛軍に登場。1撃で倒せるほど弱い。見た目は普通のスライムと同じ。
たまねぎスライム
兵庫県立淡路島公園アニメパーク「ニジゲンノモリ」で開催される『ドラゴンクエスト アイランド　大魔王ゾーマとはじまりの島』に登場するオリジナルモンスター。かわ有りとかわ無しのデザインがある。
ツライム
『スーパーライト』のエイプリルフールイベントに登場。スライムと同じ姿をしている。
マーブルスライム
『トレジャーズ』に登場。砂漠に住むマーブル模様のスライム。
キュートスライム
『トレジャーズ』に登場。まつ毛が生え、口をV字型に閉じたピンク色のスライム。
ヒスイスライム
『トレジャーズ』に登場。ヒスイの身体を持つ貴重なスライム。
声霊の幼体
『X』に登場。真っ白いスライム。産まれたばかりの声霊であり、言葉を発することが出来ない。

### スライム属（ぶちスライム系）
形は基本形と変わらないが、身体に斑の模様を持ち、基本形より若干大型。
ぶちスライム
『VI』で初登場。
『VI』のスタート直後のエリアに登場。ファーラットと共にシリーズ初のスライム（基本体）よりも弱いモンスターである（ただし、以後の作品ではスライム（基本体）より強いこともある）。身体の斑模様はそれぞれ異なっており、一匹たりとも同じ斑模様のぶちスライムはいない。
前述の通り基本形のスライムより若干大型だが、作品によってはスライムと同じ大きさで描かれている。
ぶちスライムベス
『VI』で登場。
紫色の身体にピンクの斑を持つ。ぶちスライムの上位種。「まねまね」でこちらの行動を真似る。出現タイミングの関係もあり、ぶちスライムより桁違いに強い。
ぶちベホマラー
『VI』で登場。
緑色の身体に黄色の斑を持つ。ぶちスライム属では最強を誇る。全体回復呪文「ベホマラー」を唱えるが、身を守ったり様子を見ていることが多い。
ぶちキング
黄色の地に黒い斑点を持つぶちスライム系の一種で、王冠を被っている。キングスライムよりも生命力が高い。
アーススライム
『DQW』のあるくんですWで登場。平地をたくさん歩いたため 平地になじんだスライム。緑と茶色の迷彩カラーをしている。
ぶちクッキー
『星ドラ』のホワイトデーイベントで登場。茶色く焼けたクッキーのような色をしている。
みずたまスライム
『DQW』のあるくんですWに登場。海や革など水辺をたくさん歩いたため、水辺になじんだスライム。水色の水玉模様を持つ。

### メルトスライム属
不定形で泡立っているスライム。『ウィザードリィ』のバブリースライムと同系であり、「ドラゴンクエストシリーズ」ではこの種族だけが古典的スライムのような粘液状の体をしているが、目と口は存在する。
バブルスライム
『II』で初登場。
緑色のアメーバ状のスライム。毒の沼地に適応したスライムとされている。毒を持っており、このスライムに攻撃されると毒に冒されることがある。『III』以降では、倒すとしばしば「どくけし草」を落とす。『モンスター物語』では通常のスライムが毒の沼地に誤って入った所、全身毒を浴び体が破裂し液体状の緑色のスライムとなった。毒は命の源であり、通常の動物が空気を吸うのと同じで毒が体内からなくなると命を失う。
バブルキング
『ドラゴンクエストモンスターズ キャラバンハート』で初登場。
バブルスライムが巨大化し、王冠を斜にかぶっている。『キャラバンハート』の図鑑の情報によると、綺麗好きらしいがそのわりに涎を垂らしている。『ジョーカー』ではバブルスライムがスライムを真似て合体した姿であるという設定になっている。また、体を揺するようにして移動する姿も見られる。
バブルロイヤルキング
『DQMSL』に登場。バブルキングがさらにとろけてロイヤルになった姿。生み出す毒の沼もよだれもバブルも大きくなっており、バブルで敵が勝手に倒れてほしいなと考えている。
はぐれメタル
詳細はメタル属を参照。
スライムタール
『XI』に登場。赤い体色のオイルのスライム。
タールキング
『DQM3』に登場。スライムタール版のバブルキング。
マッシュスライム
『X（バージョン2.0)』で初登場。赤い体からたくさんのキノコが生えたスライム。
ぬかどこスライム
『X（バージョン2.0)』で初登場。黄色い体をしたマッシュスライムの亜種。キノコ爆弾を配置し、爆発するとマヒ性のある大ダメージを与える（じめじめバブルも使用）。
じめじめバブル
『X（バージョン2.0)』で初登場。青い体をしたマッシュスライムの亜種。
ピンキーマッシュ
『X（バージョン6.0）』で初登場。ピンクの体に緑のコケが生えている。
はぐレモン
『X』に登場。見た目は黄色いバブルスライム。テンの日に、フィールド上にプレイヤーとして出現する。負けたことがないから、経験値は分からないらしい。
スラシャボン
『X』に登場。見た目はベージュのバブルスライムで、頭に手ぬぐいを乗せている。
はんじゅくスライム
『X』の春限定のイベントに登場。目玉焼きのような見た目で、バブルスライム系特有の泡は無い。
おんせんスライム
『DQW』に登場。温泉につかって すっかりいい気分のスライム。あまりの気持ちよさに身も心もとろけている。
マリンバブル
『DQW』に登場。海の潮で青く染まった ちょっとしょっぱいバブルスライム。どこかの船長が落とした海賊帽をかぶっている。
魔法使いスライム
『DQW』に登場。世界を救うために魔法使いとなったバブルスライム。「おずせかい」と書かれたメモを持っているようだ。
エナジーバブル
『DQW』にCoke ONコラボモンスターとして登場。缶のリアルゴールドが付いており、体の泡が稲妻状になっている。

### マジックスライム属
下部から触手が生えた、クラゲのようなシルエットを持つスライム。空中を浮遊して移動し、呪文（主に回復呪文）を使いこなす。
ホイミスライム
『II』で初登場。
回復呪文「ホイミ」を頻繁に唱える、青い頭とオレンジ色の触手と目玉を持つスライム。優しい性格で、傷ついたモンスターをホイミで回復させる。また単独で現れるよりも、攻撃的モンスターを携えて現れたり、他のモンスターに呼ばれて出現したりすることが多いため、モンスター界のアイドルと称されることもある。ほとんど攻撃を行わないが、攻撃の際には触手で殴りつけてくる。『IV』では、「ホイミン」という名前のNPCとして登場する（このことが次作『V』でモンスターを仲間にする、という発想に繋がった）。『VI』では、海中で呼ばれることもある。MPは無限の場合が多く、パーティのレベルが低いときに遭遇すると長期戦は免れない。『V』『VI』では、仲間になってある程度レベルが上がると「ベホマズン」を覚え、非常に頼もしくなる。『バトルロード』では、回復呪文を使う数少ないモンスターであり、ホイミでHPを200程度回復できるため、持久力の高いチーム編成ができる。また、『バトルロード』では触手で攻撃する技が相手を激しく打ち付ける「ばくれつけん」という技になっている。『モンスター物語』では魔女によって作り出されたものであり、薬液で満たした壺にスライムを乗せると（球根の水栽培のように）下から触手が生えてホイミの呪文を身につけたとされる。DS版の『VI』では仲間になるホイミスライム自身から、空を飛びたいと願ったスライムがホイミスライムに進化したという話が聞ける。
『アイテム物語』では、「賢者の石」の中に大量のホイミスライムが封印されており、それが回復の原動力であるとされている。
ベホマスライム
『III』で初登場。
ホイミスライムの上位種で、赤色もしくはピンク色の頭と緑色の触手を持つ。「ベホマ」の呪文で自分や仲間の生命力を全回復させる。『VI』では「マホトラ」を連発してMPを奪ってくるいやらしいモンスターである。『IX』では攻撃力も高く、ラストダンジョンにも出現する。『ジョーカー2』では「ベホマ」がないため代わりに「ベホイマ」を使う。『V』では、仲間にすると最初から「ベホマ」を覚えていて、レベルアップするとその下級呪文「ベホイミ」を覚える。『モンスター物語』ではスライムから作られたホイミスライムに対し、ベホマスライムはスライムベスから作られたとされている。よくキラーアーマーに呼ばれてこき使われる。
クリスマスベホマ
『星ドラ』に登場。サンタの帽子を被った、ベホマスライム。
ベホイミスライム
本編では『IV』『IX』『X』に登場。
黄土色の頭と紫の触手を持つ。使用する呪文は「ホイミ」の上位呪文である「ベホイミ」だが、『IV』ではさらなる上位呪文「ベホマ」を使うベホマスライムよりもステータスは高い。回復そっちのけで力を貯めて攻撃してくることもある肉体派である。また、『IV』ではメタルスライムより出現頻度が少ないというレアモンスターの一種。
ベホイムスライム
『IX』で初登場。頭の色は緑で、触手の色は橙。
ベホイミの上位呪文である「ベホイム」を使用するほか、MPパサーで味方に自分のMPを分け与える。『モンスターパレード』ではベホイムの代わりにベホイマを使う。
しびれスライム
『VII』『モンスターパレード』に登場。
VIIでは後述のしびれくらげと同じ姿をしたスライム。マヒ攻撃など使用する技も似ているが、陸上で出現する。
『モンスターパレード』ではしびれくらげの上位種で、色も微妙に異なる。無数の触手は1本1本しびれの出力が異なるらしい。
はねスライム
『モンスターズ』に登場。
エメラルド色の頭に同色の羽（頭が変化したもの）が付いている。相手のブレス攻撃を跳ね返す「おいかぜ」などを使用する。
スライムフェアリー
『DQM3』に登場。黄色い体色で、はねスライムの上位種。
まどうスライム
『キャラバンハート』、『ジョーカー2』に登場。
ホイミスライムの進化系。
魔法使いのローブのような形をした緑色の頭部で、触手には杖を持っている。外見通り呪文を得意とする。
メラミスター
『キャラバンハート』で初登場。満月の塔のボスとして登場する。まどうスライムとは違い、少し黄味がかっている。
ベホイミムーン
『キャラバンハート』で初登場。満月の塔のボスとして登場する。色はホイミスライムと同じだが、人間で言う強膜の部分がホイミスライムとは違い、白色である。
メタルホイミン
詳細はメタル属を参照。
コスモスライム
『X』に登場。月世界に生息している。白い頭部に黒い触手、焦点の定まらない黒い目玉が特徴。
胴体でなく触手のうちの1つに脳を持つスライムに似た生き物という記述があり、本来はスライムではないと考えられるが、モンスター図鑑上ではスライムに分類されている。
キングホイミスライム
『ジョーカー3』に登場。触手にリングを着け、カールした髪を生やし、王冠を被った巨大なホイミスライム。
金ホイミスライム
『モンスターパレード』で登場。金色の身体を持つホイミスライム。
銀ホイミスライム
『モンスターパレード』で登場。銀色の身体を持つホイミスライム。
銅ホイミスライム
『モンスターパレード』で登場。銅色の身体を持つホイミスライム。
トナカイホイミ
『モンスターバトルスキャナー』で登場。クリスマスイベントに登場するトナカイの角を生やしたホイミスライム。
なみのりホイミ
『星ドラ』に登場。キラーウェーブの上にサーフィンのようにのっているホイミスライム。
おさななじみスライム
『スーパーライト』に登場。天空の世界からやってきた美しいホイミスライム。旅人スライムの幼馴染で勝気なおてんば娘。困った人をほうっておけない心優しい一面も。
れいじょうスライム
『スーパーライト』に登場。天空の世界からやってきた美しいホイミスライム。おっとりとした雰囲気で清らかな心を持つお嬢様。自分の信念を押し通す芯の強い一面も。
僧侶スライム
『DQW』に登場。世界を救うために戦士となったホイミスライム。「まもるぞ」と書かれたメモを持っているようだ。

### 海スライム属
主に海上に出現する海に棲むスライムの総称。同属でも様々な姿を持つ。外伝作品に登場する水棲および貝殻を持つスライムも便宜上ここに分類する。
しびれくらげ
『II』で初登場。
マジックスライム属の色違い。白い頭と青い触手を持つ。スライムでなくクラゲの一種とされることがある（実際、『VIII』『IX』『X』ではスライム系ではなく水系、『XI』では自然系とされ、『III』ではくらげ属とされた。故に『IX』の「スライムと名のつかないスライム系モンスターを倒す」というクエストでもスライム系ではないため、対象に含まれない）。『ジョーカー3』『スーパーライト』ではスライム系に分類されている。海上に集団で出現することが多い。
名前どおり、攻撃されると麻痺することがあり、作品によってはパーティ全員をしびれさせる「焼け付く息」を吐いたり仲間を呼んだりもする。『II』では、麻痺という異常状態が存在しないので、代わりに刺激の強い毒でプレイヤーキャラの意識を失わせる（「ねむりこうげき」と同じ）。なお、前述の通り『VII』ではしびれくらげではなくしびれスライムが登場する。
マリンスライム
『III』で初登場。
巻き貝状の殻を持つスライム。後述するスライムつむりの色違いだが、こちらは海上に出現する。濃い青色の身体と貝殻をしている。作品によっては「スクルト」を唱え、ただでさえ高い守備力をさらに上げようとする。『X』では「ヒャダルコ」も唱える。「モンスター物語」では初めはヤドカリのように他の貝の殻に入っていたが、海に適応し、カルシウム豊富な餌を食べるようになり生まれつき殻を持つようになったとされている。同じ海上モンスターの、マーマン・マーマンダイン・大王イカ・テンタクルスは天敵であり、マリンスライムを捕食する。
スライムつむり
『III』で初登場。
マリンスライムの色違いで黄緑色の身体をしている。守備力が非常に高く、攻撃呪文「ヒャド」や相手を眠らせる呪文「ラリホー」を唱える。『バトルロードII』では味方の代わりに敵の攻撃を受ける「立ちふさがる？」という技を使う。「モンスター物語」では水棲生物と進化したマリンスライムが再び陸に適応した存在であると描かれていた。『X』では逆にマリンスライムの下位種となっている。
クリスマスつむり
『星ドラ』に登場。殻がサンタの帽子カラーになったスライムつむり。
シースライム
『あるくんです』に登場。
アンモナイトのような殻と触手を持ったスライム。水上での移動力が同作中もっとも高い。
おたまスライム
『あるくんです2』で登場。おたまじゃくしみたいなスライム。
パールスライム
『モンスターズ2』に登場。
真珠貝の貝殻の中に入ったスライム。
メタルパール
詳細はメタル属を参照。
ゴールドパール
詳細はゴールド系を参照。
メタルつむり
詳細はメタル属を参照。
アクアスライム
『キャラバンハート』に登場。
魚のようなひれを持っているスライム。
スライムカルゴ
『ドラゴンクエストモンスターズ ジョーカー』で初登場。
カタツムリのような巻き貝の中に薄い水色の身体がある。
つららスライム
『X』で初登場。
マリンスライムの亜種でつららを背負ったスライム。雪原地帯に出現する。
『ジョーカー3』では、マリンスライムがブリザードに憑依されることでこの姿へ変化する。
石炭つむり
『ジョーカー3』で初登場。
つららスライムの亜種で、石炭の殻を背負った赤いスライム。
つむりんママ
『X』で登場。
スライムつむりの転生モンスター。オレンジ色の体色で、頭の殻は白髪のようになっている。
モンスター図鑑での記述によるとスライムつむりたちの母親であり、殻にトゲがないのは子つむりたちを傷つけない愛情のためらしい。
クリームつむり
『X』で登場。ソフトクリームのコーンを背負った白色のスライム。
スイカつむり
『スーパーライト』で登場。スイカの皮を棲家にしたスライムつむり。近付くとスイカの瑞々しい香りがする。たまに魔物に食べられそうになる。
ダークネスマリン
『X』魔剣士クエストで登場。暗い配色で、マリンスライムから生まれたダークネス。
スライムアンノウン
『X』で登場。見た目は殻が赤いつららスライムで、図鑑に登録されないモンスター。
ショコラパーマ
『X』で登場。見た目はチョコ色の殻を被った黄色いつむりんママ。

### キングスライム属
スライムの集合体で、王冠状になっている頭頂部の構造は、一部ではスライムの擬態の1つとされ、特殊な金属でできた物とされている作品もある（錬金ができるようになった『VIII』などが後者に挙げられる）。
なお、この項目に当てはまるのはあくまでキングスライムと同型形状の物のみとする（スライムベホマズンは合体物かどうかがあいまいとなっているため）。
キングスライム
『IV』で初登場。
王冠を被った青色の巨大なスライム。合体スライムが8匹合体してこの姿になることもある。巨体を生かして相手を押しつぶす攻撃をしてくる。『V』『VI』では馬車のドアを閉め、パーティーの入れ替えをできなくする。作品によりザオラルを唱えるものもいる。『VIII』『IX』では被っている王冠は「スライムのかんむり」と呼ばれ、防具としてだけでなく錬金で「メタルキングの剣」などの強力な武器、防具の材料になる。なお、この王冠を外すと強制的に合体が解ける（戦闘アニメーションではたびたび浮く）。また、スカウトモンスター「ゆうぼん」として登場。『バトルロード』ではスライム・スライムベス・メタルスライムが合体して生まれる合体モンスターとして登場する。その技は豪快なもので、体を屈伸させたあと、急激に体を伸ばして回転しながら体当たりする「スラ・スクリュー」と、全身を発光させたあとに体からビームを放って攻撃する「スラ・スマッシャー」の2種類がある。『モンパレ』作中の図鑑には「王冠の重みに耐えるために沢山食べて大きな体を目指した」という記述がある。
スライムベホマズン
『IV』で初登場。
緑色（SFC版『VI』では赤紫色）の身体を持つキングスライムの亜種。完全回復呪文「ベホマズン」で敵パーティ全体の生命力を回復させる。作品によりMPが無限のタイプと、マホトラでMPを奪うタイプが存在。公式ガイドブックなどには「ホイミスライムが合体した姿という説がある」と書かれることもあるが、実際には合体して登場することはない。名前の割に滅多にベホマズンを唱えないルーチン設定であることが多い。『IX』では、スライムジェネラルから呼び出されることが多い（その際はきちんと役目を全うする）。
慈愛のケモノ
『X』のレベル99解放クエストで登場するボス。見た目はスライムベホマズンと同じ。
メタルキング
詳細はメタル属を参照。
ウルトラスライム
『VIII』で登場。仲間になるモンスター「スラリン」「プルッピ」「アキーラ」を同じチームにするとこれに変化することがある。「ベホマズン」と攻撃特技「流星」を使える。2回連続で行動する。戦闘時の名前は「ウルスラ」となっている。本編では敵として戦うことはない。『ドラゴンクエストモンスターバトルロード』では「とどめの一撃」のバリエーションとして登場する。この時に登場する際には山よりも大きい身体を持って登場する。
ウソスラ
『スーパーライト』に登場。見た目はウルトラスライムと同じ姿。
クイーンスライム
『X』で初登場。ピンク色の体で、シニヨンキャップの上にティアラを被っている。氷系の呪文を使ってくる。
チョコクイーン
『星のドラゴンクエスト』のバレンタインイベントに登場。シニヨンキャップとティアラがチョコのようなカラーリングをしている。
プリンセスライム
『スーパーライト』に登場。オレンジ色の身体を持つ、クイーンスライムの下位種。
おひなさまスライム
『ウォーク』に登場。おすべらかしの髪型をしたピンク色の体を持つスライム。
ベスキング
「モンスターパレード」で登場。スライムベスのキング。麻痺する「やけつく息」を使う。
レモンキング
「モンスターパレード」で登場。レモンスライムのキング。メラゾーマを唱える。
ホワイトキング
「モンパレ」で登場したボスモンスター。真っ白い体色の正義のスライムの王。ホワイトスライム（基本形）も同様に仕えている。
戦闘後もタミーノ王に仕えている。
『モンパレ』の異界の門ではプラチナクラウンという名の亜種が登場している。
スライムプディング
3DS版『VIII』で登場。プリンのようなカラーリングで頭にホイップクリームとチェリーが飾られている。
サンタキングスライム
『DQMBS』のクリスマスイベントに登場。トナカイの角付きのサンタの帽子を被ったキングスライム。
キングねぶた
『星ドラ』に登場。キングスライムを模した、ねぶたのようなモンスター。
旅人スライム
『スーパーライト』に登場。天空の世界を冒険する旅人のスライム。ひのきのぼう一本を携えて旅に繰り出すが、やがて数々の冒険を乗り越え成長していくらしい。
USJキングスライム
『DQSB』に登場。
ドットキング
「星ドラ」かみさまチャレンジ十段で登場。FC版のドット絵を再現したキングスライムで、行動時は点滅する。
ハロウィンキング
「星ドラ」ハロウィンイベントに登場。白いボディに黒い目をしてホラーテイストになっている。
時増しの王
『X』の万魔の塔に登場。オーラを纏ったキングスライムの姿をしている。
時増しの女王
『X』の万魔の塔に登場。オーラを纏ったクイーンスライムの姿をしている。
ホーリーキング
『X』のVer.6.0メインストーリーに登場。白い体色で、王冠の形が通常と違い、天使の翼を生やしている。
記念大王スライム
『ウォーク』に登場。スライムの里の王様。黒い髭を生やした王冠を被ったスライム。
ホルトン
『タクト』に登場。ブラバース城を収めているスライムの王様。長い白髭を生やし、赤いマントを羽織っている。
たまねぎキング
兵庫県立淡路島公園アニメパーク「ニジゲンノモリ」で開催される『ドラゴンクエスト アイランド　大魔王ゾーマとはじまりの島』に登場するオリジナルモンスター。王冠まで玉ねぎになっている。
ナチュラルキング
『DQW』のあるくんですWに登場。自然を愛するあまり大樹宿したキングスライム。自然と共存する大切さを身をもって教える。
ローソンキングスライム
『DQW』に登場。ローソンが大好きなキングスライム。ローソンの制服で その身を包み ローソンクルーとして熱心に働いている。
賀正大王スライム
『DQW』に登場。新年を祝うためにあらわれたキングスライム。チカラを認められると その年の運勢を占ってもらえる。
バルーンキング
『星ドラ』に登場。体に網目状の模様が浮き出ている。
ひこぼしキング
『DQW』に登場。まるで彦星のような姿をしたキングスライム。おりひめクイーンとは七夕の時期にしか会えない。
おりひめクイーン
『DQW』に登場。まるで織姫のような姿をしたクイーンスライム。ひこぼしキングとは七夕の時期にしか会えない。
キングエメラルド
『トレジャーズ』に登場。エメラルドの身体を持つ貴重なキングスライム。
カジノ大王スライム
『DQW』に登場。羽根が付いた赤いシルクハットをかぶり、ベネチアンマスクと白い髭をつけた大きなスライム。
ゆうぼん
『トレジャーズ』に登場。角付きの兜を被った大きなスライム。
Coke ONコラボ大王
『DQW』に登場。Coke onのマークが付いた赤い冠を被り、黒い髭を付けた赤くて大きなスライム。

### スライムナイト属
鎧や兜で武装し、スライムに騎乗しているミニチュアサイズの騎士。スライムの1種類として扱われるが、ナイトとスライムの関係は登場作品や書籍によって設定が異なる。
スクウェア・エニックス刊行の「モンスター大図鑑」では「仲良しのスライムがいじめられるのに腹を立てて、スライムを守ろうと決心した誇り高きナイト」と記述されている。久美沙織によるノベライズ版『V』では騎士の部分はスライムに寄生する別生命体で、これに生命の主導権を奪われず自分自身の一部として吸収同化したものがスライムナイトとなるとしている。ゲーム『ドラゴンクエストモンスターズ』の図鑑においても騎士は体の一部とある。また、『スライムもりもりドラゴンクエスト』シリーズでは一貫して、上の騎士は生物ではなく騎士型の人形であると設定されている。一方、書籍『ドラゴンクエストモンスターズ』においてはスライムに騎乗する魔族と説明され、スライムには分類されていない。『X』ではシンボルの状態時ではスライムに騎乗しておらず、エンカウント時や追いかけてくるときになって初めて騎乗するアクションがあり、ナイトとスライムは別個体として描写されている。
スライムナイト
『V』で初登場。
黄緑色のスライムに騎士が跨った形のモンスター。ジャンプし剣で斬りつける攻撃をしてくる。また、「ホイミ」の呪文で自分の生命力を回復させることがある。『V』『VI』では人間と同じような頭・体・手があるため、人間が使う武器防具の多くを装備できる。仲間にできる作品では、一匹目の名前は「ピエール」という名前であることが多く、『VIII』では「愛の戦士ピエール」という異名を持つスカウトモンスターとして登場する。敵としての登場時はしばしば痛恨の一撃を出す強敵で、PS2版およびDS版『V』においては、痛恨の一撃の際に下のスライムを掴んでハンマーのように叩きつけるアクションが見られる。「イオ」の呪文を唱えるときは騎士が乗っているスライムを担ぎ上げる。
久美沙織の小説版では中盤以降の準主人公的キャラクターとして活躍している。
メタルライダー
『V』で初登場。
メタルスライムに騎士が跨った形のモンスター。守備力が高く倒し難く経験値も多いが、攻撃呪文などが有効なことに加えて、メタルスライムなどのように極端に逃走はしないためメタル系スライムには含まれず（ドラゴンクエスト6ではメタル斬り特攻が有効であるため、メタル系スライムではないものの、メタル系には該当する）、メタルスライムと比べると経験値もそれほど多くない。PS2版の『V』ではスライムナイトと違い、サーベルとキングスライムのマークがついた盾を装備している。『VII』『VIII』では、痛恨の一撃時に騎士が乗っているメタルスライムから降りて、スライムを相手に投げつけるアクションを見せる。『バトルロード』では攻撃呪文に対する耐性が高く、乗っているメタルスライムが剣を口でくわえ、そのまま敵を斬りつける技「ソードストライク」を使う。ライダーとメタルスライムの経験値を足して2で割るとメタルライダーの経験値になるらしい（そうなるとライダーはマイナスの計算になる）が、下のメタルスライムは、実はアルミホイルをまぶして銀色になった、ただのスライムという説もある（『IX』のスライムの情報から）。『モンスターパレード』ではメタルスライムではなく銀メッキである疑惑をかけられていることが明かされている。
ハートナイト
『X』で初登場。スライムナイトの転生モンスターとして稀に登場する。ピンク色のスライムに乗っている。
ダークナイト
ダークスライム（#その他のスライムを参照）に騎士が乗っている。跨っている騎士は悪の心を持っており、深緑の鎧や兜から見える赤い一つ目などスライムナイトなどとは容姿が違っている。ドルマ系の呪文と直接攻撃を得意とする。
ダークランサー
『バトルロード』で初登場。黒いスライムに赤紫色の鎧を着た騎士が乗っている。闇の中から生まれたとされ、その名の通り長い槍を武器とする。兜には牛のような2本の角が生えている。毒を仕込んだ槍で突く「しっそうどく突き」と、槍を上空高く投げ、数本に分裂した槍の雨で敵全体を攻撃する「あまぐものヤリ」という技を使う。
Ｖスライムナイト
『スーパーライト』『モンスターパレード』で登場。『Vジャンプ』とコラボした頭にVマークがついたスライムナイト。
クリスマスライムナイト
『DQMBS』のクリスマスイベントに登場。サンタの帽子を被ったスライムナイト。
スライムジェネラル
『バトルロード』で初登場。
口髭を生やし、甲冑のひさしのような部品を付けた赤紫色の巨大スライムに、同じく口髭を生やし王冠をかぶった黒い騎士が乗っている。『バトルロード』ではスライムナイト・メタルライダー・ダークランサーが合体して生まれる合体モンスターとして登場する。その名の通りスライムナイト界のジェネラル（将軍）のイメージらしい。2本の両刃の大剣を柄の部分で合体させ、突進して振り回す「スパイラルスラッシュ」、剣を回転させて空気の刃を生み出す「風刃」を使う。本編では『IX』の宝の地図のダンジョンボスとして登場し、イオナズンを放ったりスライムベホマズンを呼んだりするなどの行動を取る。『X』ではコインボスとして登場。
ゴッドライダー
『IX』で初登場。スライムジェネラルの色違いで、緑色の巨大スライムに乗り、黄土色の鎧兜に身を包んだ騎士。2回行動し、ベホマを唱える。
デンガー
『IX』で初登場。スライムジェネラルの色違いで、金色の巨大スライムに乗り、黄金の鎧兜に身を包んだ騎士。2回行動し、バイキルトなどを使ってくる。『星ドラ』のたんけんスカウトでは姿が同じの寒天武神デンガーが登場する。
花の祠の守護者
『X』Ver.5.4ストーリーで登場。青白いスライムに乗り、赤と黒の鎧を身にまとい薔薇の剣を持つ。
ピエール
『星ドラ』シーズン2 第7話のボス。6話まで説明役で登場し、同行キャラやNPCから白いスライムナイトと呼ばれる。
テンカー
『星ドラ』のご当地イベントで登場。上記のピエールの色違いで、騎士もスライムも赤い和風の甲冑を着ている。
のっかりゼラチン
『X』のアストルティア防衛軍に登場。スライムナイトの色違いで、黄色のスライムに赤色の鎧と青色の盾を装備した騎士が乗っている。
撃滅隊長ジェリゴ
『X』のアストルティア防衛軍に登場。スライムジェネラルの色違いで、青色のスライムに赤と緑の鎧を装備した騎士が乗っている。
パティシエナイト
『タクト』に登場。チョコがついたピンク色のスライムに乗り、チョコが入ったボウルと泡立て器を持っている。
おでかけナイト
『DQW』のあるくんですWに登場。地図を片手に世界中を旅してまわるスライムナイト。おすすめの観光スポットやおみやげにも精通している。
ファイターズナイト
『DQW』のパリーグ6球団コラボに登場。北海道日本ハムファイターズのユニフォームを着たスライムナイト。
大将軍ゴロニン
『星ドラ』に登場。スライムジェネラルの色違いだが、下のスライムも鎧を纏っている点などに違いがある。
剣皇 鉄男と餅郎
『星ドラ』に登場。スライムジェネラルの色違い。金色の鎧の騎士が、黒色のスライムに乗っている。
カラミティキング
『X』の万魔の塔に登場。スライムジェネラルの色違い。黒い体にピンクの紋様が入ったスライムに青と黒の鎧を着た騎士が乗っている。スライムジェネラルと違い、騎士に目らしきものが見える。
戦士スライム
『DQW』に登場。世界を救うために戦士となったスライムナイト。「いむひいろ」と書かれたメモを持っているようだ。

### ウイングスライム属
ドラゴンや、天使、悪魔などの羽根・角・牙を持ったスライム。ただし、羽根が小さいため飛ぶことはできず（『モンスターズジョーカー』などでは飛行する姿も描かれている）、普段はジャンプして移動する。

#### ドラゴスライム系
見た目通り、ドラゴン系の特徴も併せ持っており、ドラゴン斬りが有効である。
ドラゴスライム
『モンスターズ』で初登場。
金色の身体を持ち、炎を吐く。唱えるとドラゴンに変身する「ドラゴラム」を使える。
スライムブレス
『VII』に初登場。
水色の身体を持った上位のドラゴスライム。ドラキーと姿が似ているが、血液は大の苦手らしい。「モンスターパレード」ではスライムとドラキーの間に生まれたスライムであるとされている。
ドラゴメタル
『VII』で初登場。
メタル系のドラゴスライム。火炎の息、凍りつく息の他、全体回復呪文「ベホマラー」も使う。メタル系に分類されているが、作品によっては守備力や経験値、逃走頻度が低いモンスターとして登場することが多い。『トルネコの大冒険3』でもこちらから逃げようとせず、普通にプレイヤーに向かってくるが、『ジョーカー3』では守備力が高く逃走しやすいモンスターとなっている。『X』ではVer.3.5中期からドラゴスライムの転生モンスターとして登場する。
ドラゴスライム・雲
『星ドラ』に登場。惑星クラウドに住む、ライトグリーンのドラゴスライム。
ぷちドス
『X』のアストルティア防衛軍に登場。マゼンタ色で左の角に腕輪のようなものがかかっている。

#### 天使系
エンゼルスライム
『あるくんです』『モンスターズ2』『キャラバンハート』に登場。
天使のような輪と羽根を持ったスライム。
『あるくんです』ではクリーム色だが、『モンスターズ2』以降の作品ではピンク色。
『X』ではエンゼルスライムをかたどった「エンゼルスライム帽」という帽子が登場する。
『ジョーカー3』ではスライムブレスがせつげんりゅうに捕食されることでこの姿へ変化する。
メタルエンゼル
詳細はメタル属を参照。
ゴールドエンゼル
詳細はゴールド系を参照。
ヨーヨーエンゼル
『スーパーライト』に登場。カラフルなしま模様の弾力のあるスライム。他のスライムよりも水分が多めらしい。頭を持って縦にぽよんぽよんと振られるのが好き。

#### 悪魔系
ダークスライム
『キャラバンハート』に登場。
悪魔のような翼と尻尾を生やしたスライム。スライムダークとは別物。
スライムジョーカー
『DQM3』に登場。
白色のダークスライムで、人を騙すのが得意。
デビルスライム
『あるくんです』に登場。
悪魔のような角と尻尾を生やしたスライム。ダークスライムとの関連性は不明。
ダークキング
ダークスライムが巨大化し、王冠を被った姿。
非常に強力な攻撃を放つ敵。
倒しても別個体が出現するため、継続して倒すことになる。
キングジョーカー
『DQM3』に登場。
ギャグが大好きなスライムジョーカーの王様。
ルシファースライム
『あるくんです2』に登場。
デビルスライムの進化系。

### ゴールデンスライム属
貴金属の身体を持つスライム。ブリリアントカットの上面部分に顔があり、その上にティアラのようなものを乗せている。『X』では顔を上に向けて地球ゴマ（冠が外枠に相当）のように回転して移動する。
ゴールデンスライム
詳細はゴールド系を参照。
スライムエンペラー
『VII』『X』に登場。
ゴールデンスライムの色違いで、淡い青色をしている。呪文を跳ね返す「マホターン」の呪文を唱える。巨体を生かして相手全体を押しつぶす攻撃も得意。『モンパレ』の異界の門に、サファイアティアラ、氷晶の皇帝という名の亜種が登場している。
スライムマデュラ
『ジョーカー』で登場。本編では『IX』『X』に登場する。
ゴールデンスライムの色違いで、赤い色をしている。なお、マデュラとは作中に登場する物質「マデュライト」のことである。空高く飛び上がり、巨大な光線で周囲をなぎ払う「マデュライトビーム」を使う。『IX』では宝の地図のダンジョンに登場。防御力はメタル系スライムの半分程度だが呪文が一切通じず、炎や風といった属性を付加した武器攻撃さえも全て無効にする強敵である。
3DS版『VII』ではトクベツなモンスターとして登場。こちらではビッグバンを使用する。
一部の作品ではメタル系スライムと同様の特性がついている。
『モンパレ』の異界の門に、ルビーティアラという名の亜種が登場している。
プラチナキング
詳細はメタル属を参照。
ハートボイルド
『X』の中ボスとして登場。英雄ザンクローネの心臓が魔女グレイツェルの魔法で変化したもの。メタル系スライムの属性は無い。
スライムマデュラをピンクっぽくした色合い。範囲攻撃の「バーニングハート」を得意とする。怒ると巨大化して「おしつぶし」を行う。
幽冥の緑石帝
『X』の王家の迷宮のボスとして登場。淡い緑色をしている。
スライムエネルゴン
『X』のバージョン4最初の中ボスで、パールのように白銀に輝く美しいスライム。元はアルケミダストのエネルギーを吸い込んだ普通のスライムであった。エネルゴンウェーブ、ジバルンバサンバ、マヒャデドスなどを使う。
レインボースライム
『X』のカジノレイドイベントに登場。その名の通りレインボーな輝きを放っている。
宝物庫の番人
『モンパレ』で登場。体色はゴールデンスライムと同じ。その名の通り、宝物庫を守っている。また、カタコトを話す。
ミラクルスライム
『X』のアストルティア防衛軍に登場。見た目はゴールデンスライムと同じで、稀に出現する。
海溝の煌玉
『X』のいにしえのゼルメアに登場。濃い青色で体に紋様が入っている。ゴージャスレイン、ゼルメライトビーム、ゼルメライトウェーブなどを使う。
サンライズスライム
『ウォーク』の新春ウォーク2022に登場。まるで太陽のような姿をした神々しいスライム。

### ボックススライム属
立方体の形をしたスライム。
ボックススライム
『モンスターズ』に登場。名前どおり、立方体の箱の形をしたスライム。バブルスライムが宝箱の中で固まったもの。硬そうに見えるがぷにぷにとやわらかいらしい。色はオレンジ。
ボックススライム岩
『ドラゴンクエストビルダーズ』に登場。岩ブロックに擬態しており、接近すると急に襲い掛かってくる。色は白い。
ボックススライム土
『ビルダーズ』に登場。土ブロックに擬態しており、接近すると急に襲い掛かってくる。色は茶色。
ボックススライム黒岩
『ドラゴンクエストビルダーズ2』に登場。黒い岩ブロックに擬態しており、接近すると急に襲い掛かってくる。
ボックススライム岩礁
『ビルダーズ2』に登場。岩礁ブロックに擬態しており、接近すると急に襲い掛かってくる。
ビルダースライム
『スーパーライト』に登場。レンガのような姿をした特別なボックススライム。一見するとただのブロックにしか見えないが、ベホマも使えるれっきとしたスライムの仲間。

### エッグスライム属
タマゴの中にこもったスライム。
たまごスライム
『あるくんです』に登場。
卵の殻を被り、砂漠に適応した黒いスライム。
タマゴロン
『VII』で初登場。
中から別のモンスターが飛び出すことがある。スライムとして分類されたのは『ジョーカー2』から。
下記の8体はその亜種で、『スーパーライト』では他にも様々な種類のタマゴロンが登場するが分類はスライム系ではない。
ワンダーエッグ
『VII』で初登場。
タマゴロンの上位種で、同様に中から別のモンスターが飛び出すことがある。
スライムとして分類されたのは『モンスターズ2』からであり、誕生させるのに特定の条件が必要。
ニジゴロン
『スーパーライト』で初登場した虹色の殻を持つ亜種。
スライムとして分類されたのは『イルルカ』から。
まおうのたまご
『スーパーライト』で初登場。紫の模様が入った禍々しい殻に悪魔のような翼と2本の角を持つ亜種。
スライムとして分類されたのは『ジョーカー3』からであり、誕生させるのに特定の条件が必要。
エンペラン
『スーパーライト』で初登場した金色の殻に2本の角を持ちマントを纏った亜種。
スライムとして分類されたのは『ジョーカー3』からであり、誕生させるのに特定の条件が必要。
エッグスライム
『スライムもりもり』に登場。
メカタマゴロン
『スーパーライト』で初登場。
ホネゴロン
『スーパーライト』で初登場。
キングタマゴロン
『スーパーライト』で初登場。
マスターエッグ
『スーパーライト』で初登場。
タマゴロン・赤
『星ドラ』に初登場。配合専用モンスター。
ルーキーエッグ
『星ドラ』に初登場。配合専用モンスター。
ミニゴロン
『モンパレ』に初登場。配合専用モンスター。

### スライムタワー属
3体のスライムが縦に積み重なった合体形態。
スライムタワー
『IX』で初登場。青いスライム3体が合体して誕生するが、合体後は上から緑、赤（もしくはオレンジ）、青の3色になる攻撃時には分裂する描写もある。最初からスライムタワーの状態でエンカウントすることもある。結成の動機は「3匹集まればスライムだって強いはず！」と思ったから。戦闘ではグラグラするだけで何もしてこなかったり、スライムたちが降り注ぐ技「スライムシャワー」を使ってきたりする。『IX』中にはこのスライムタワーを模した衣装がある（ただし、青と緑の位置が逆）。『バトルロードII レジェンド』では上空に打ち上がったあと、1体ずつ急降下して体当たりする「ロケットストライク」と、異なる効果を持つ3色のスライムがランダムで発光する「ウルトラフラッシュ」を使う。同作内で最後のモンスターであり、全ステータスがゾロ目になっている。
『X』では3色のスライムがタワー状にならずまとまりながら3体が順番にはねながらフィールドを移動しているがエンカウントすると合体してタワー状態となる。
『モンパレ』作中の図鑑では「体幹を鍛えて7匹積み重なる記録に挑戦したい」という趣旨の記述がある。
メタルブラザーズ
詳細はメタル属を参照。
ゴールデントーテム
詳細はゴールド系を参照。
ももいろ三姉妹
『X』で登場。スライムタワーの転生モンスター。体色はピンク色（下のスライムほど濃い色）。「ももいろシャワー」を使う。
チョコタワー
『X』のバレンタインイベントで期間限定で登場するチョッコー団の一員。チョコレートのようなスライムタワー。『星ドラ』のバレンタインイベントにも登場している。
ホワイトタワー
『X』のホワイトデーイベントで、期間限定で登場。ホワイトチョコレートのようなカラーリングで、3匹の頭にピンク色のチョコとチョコチップがかかったような姿をしている。
スライムかがみもち
『スーパーライト』に登場する鏡餅型のスライム、体色は上からオレンジ、白、白。『IX』の「Wi-fiショッピング」で2010年正月の謹賀新年イラストにも登場している。
大スライムかがみもち
『モンパレ』に登場。スライムかがみもちの上位種。
ダンゴスライム
『モンスターパレード』のイベント「キャラバン連盟指令!!」に登場した三色団子型のスライム。
だんごスライム
『モンスターパレード』のイベントに登場。上記のダンゴスライムと同じ姿だがこちらは、はなみしんかんが植物から生み出した魔物。
クリスマスライムタワー
『DQMBS』のクリスマスイベントに登場。サンタの帽子を被ったスライムタワー。
レインボートーテム
『X』のカジノレイドイベントに登場。下がピンク、真ん中が金色、上がオレンジ色に輝いている。
プリズムタワー
『スーパーライト』に登場。上が赤色、真ん中が青色、下が水色に輝いている。
シグナリズム
『X』のアストルティア防衛軍に登場。上から赤色・黄色・青色と、信号のような配色。
グリーンタワー
『DQW』のあるくんですWに登場。下記のグリーンスライムが積み重なった姿。自然を愛するあまり全身が緑におおわれたスライム。草ダンゴに間違われるのが最近の悩み。
バーガースライム
『DQM3』マクドナルドのコラボとして登場。上がバンズを被ったトマト、真ん中はチーズハンバーグ、下は上にレタスが乗ったバンズの形をしたスライムたちで構成されている。

### 岩石スライム属
岩石の身体を持つスライム。
ストーンスライム
『モンスターズ』に登場。一つ目の岩のようなスライム。『ジョーカー』では上から降ってくるような出現のしかたが多い。
マグマスライム
『キャラバンハート』に登場。燃えているマグマでできたスライム。
ファイアーメタル
詳細はメタル属を参照。

### 植物スライム属
体から花や葉っぱを生やした植物のような特徴を持つスライム。
マンドラ
『XI』にて登場。頭頂部に芽が出たもの。茶色い体で、頭からは芽が、下には球根と2枚の葉っぱを持つ。マンドラゴラのような「おたけび」で相手の動きを封じてくる。
トマトマーレ
『XI』にて登場。マンドラの色違いで、トマトのような赤い体が特徴。
アラウネ
『XI』にて登場。マンドラの色違いで、水色の葉っぱと体を持つ。「癒しの花粉」をまき散らし、敵味方双方のHPを回復する「癒し系」スライム。
黄泉の花
『XI』にて登場。アラウネの転生モンスターとして稀に登場する。黄色い体に毒々しい色の葉っぱを持つ。敵味方をマヒにする「しびれる花粉」や「おぞましいおたけび」などの強力な攻撃を使用してくる。体内の種には人間から吸い取った幸福が詰まっており、その花を咲かせた者は願いを叶えられるという言い伝えがある。
スライムツリー
『モンスターズ』に登場。頭上に植物の芽のようなものが生えたスライム。
グリーンスライム
『DQW』のあるくんですWに登場。森や山など自然の中をたくさん歩いたため 自然になじんだスライム。頭の芽がチャームポイント。
トロピカルスライム
『モンスターズ2』に登場。パイナップルのような形をしたスライム。仲間一匹のMPを回復できる「マホイミ」が使える。リメイク版では木の上に実としてなっている状態で出現する。
リーファ
『キャラバンハート』に登場。葉っぱや花で囲まれたスライム。『ジョーカー2プロフェッショナル』では配合の位階がスライムよりも低く設定されており、最初の1匹として選ばれなかった場合はオリジナル版との交換やすれちがい通信のスカウトでしか入手できない。
ルーファ
『ジョーカー2』に登場。リーファの色違いだが、能力はリーファとは桁違いに強い。Wi-Fi通信等で配信された隠しモンスター。

### 宝石スライム属
宝石の身体を持つスライム。
クリスタルスライム
『キャラバンハート』に登場。体が水晶でできたスライム。一見プラチナキングのようだが、冠がないのが特徴。
ダイヤモンドスライム
『ジョーカー2プロフェッショナル』で登場。ブリリアントカットされ、指輪にはめ込まれた宝石のような輝きを持つスライム。ハードメタルボディという特性を持っている。『モンスターズ2』リメイク版ではいんせき落下後にまれに出現する。
スライムハーツ
『スーパーライト』に登場。指輪の淵のような部分が銀色で、宝石のような水色の身体を持つ、ダイヤモンドスライムの下位種。
ルージュスライム
『スーパーライト』に登場。ピンク色の宝石の亜種。

### もりもりスライム属
巨大化したスライム。
もりもりスライム
『ジョーカー』で初登場。魔界から流れ出るマ素により、そのまま巨大化したスライム。目や口はサイズも含め、スライムとなんら変わりない。
もりもりベス
『ジョーカー』で初登場。マ素によってそのまま巨大化したスライムベス。目や口はサイズも含め、スライムベスとなんら変わりない。
ふっくらスライム
『DQW』のあるくんですWに登場。黄色い姿をしている。あまり冒険に出かけず、運動不足で太ったスライム。明日からダイエットをしようと昨日も言っていた。
デカスライム
『DQW』に登場。孤島に生息する巨大なスライム。大きいだけでキングスライムにはなれないらしい。
原始のスライム
『DQX』に登場。キングスライムを遥かに凌ぐサイズ。アストルティアで初めてのスライム。

### スライダー属
スライムを模したバトルスーツに身を包んだ戦士たち。
スライダーヒーロー
『ジョーカー2』で登場。 すれちがい通信で200勝すれば手に入るレアモンスターで、スライムを模したバトルスーツに身を包む戦隊ヒーローのような姿をしている。決して配合では手に入らない。呪文を使う際にメタルキングの盾を構える描写がある。スラもり3では船バトルでスライダーバッジを大砲に入れると登場し、敵船に飛んでいく。
死神スライダーク
『ジョーカー2』で登場。 すれちがい通信で200勝したあとに10勝ごとにランダムで手に入る景品の一種。黒いバトルスーツに身を包む戦隊ヒーローのような姿をしている。メタルキングの剣に足を乗せており、攻撃の際に剣を飛ばして攻撃する。
『X』ではコインボスとして登場。
彩虹の死剣将グロズ
『X』のアストルティア防衛軍に登場。死神スライダークの色違いで、赤、青、白の配色で名前の通り彩やかな見た目となっている。
ウォータスライダーク
『X』のエイプリルフールイベントに登場。ウォータースライダーのパイプのようなものを背負い、水流を身にまとっている。『X』の仕様上10文字までしか表示できないため、ウォータとなっている。
無声の化身
『X』に登場。外見はモノクロの死神スライダーク。
スライダーガール
『ジョーカー2プロフェッショナル』で登場。すれちがい通信で50勝すれば手に入るレアモンスターで、以後10勝ごとにランダムでも手に入る。2枠を使うモンスターでヘルメットを被った女の子と思しきキャラがメタルスライム風の乗り物に乗っている。特技を使用する際にはフロントから飛び出した大砲にスライムを無理矢理詰め込んで発射する。
スライダーキッズ
『テリーのワンダーランド3D』に登場。スライダーヒーロー、死神スライダークを子供化したような姿。2人1組で戦う。
スライダーキング
『イルとルカの不思議なふしぎな鍵』に登場。超メタル合金製の武具を身にまとった巨大な騎士。スライダーヒーローたちとの関係は不明。
スライダーブレード
『スーパーライト』に登場。スライダーキッズの向かって左側のモンスターで、紫の鋭いブレードで戦うこどもスライム。
スライダーグローブ
『スーパーライト』に登場。スライダーキッズの向かって右側のモンスターで、オレンジの堅いグローブで戦うこどもスライム。

### スラ忍属
様々なスライムを模したヘルメットを被った忍者たち。
スラ忍パープル
『テリーのワンダーランド3D』に登場。メタルカイザーを模したヘルメットを被った忍者で、刃付きの籠手を装備している。全国の3DSステーションで配信されている。
スラ忍イエロー
『テリーのワンダーランド3D』に登場。ドラゴスライムを模したヘルメットを被った忍者で、羽のような武器を装備している。北海道、東北の3DSステーションで配信されている。
スラ忍レッド
『テリーのワンダーランド3D』に登場。スライムベスを模したヘルメットを被った忍者で、スライム形のクナイを装備している。関東の3DSステーションで配信されている。
スラ忍ブラウン
『テリーのワンダーランド3D』に登場。ストーンスライムを模したヘルメットを被った忍者で、岩のような籠手を装備している。甲信越北陸の3DSステーションで配信されている。
スラ忍グリーン
『テリーのワンダーランド3D』に登場。スライムつむりを模したヘルメットを被った忍者で、ランスのような武器を装備している。中国地方の3DSステーションで配信されている。
スラ忍ブルー
『テリーのワンダーランド3D』に登場。スライムファングを模したヘルメットを被った忍者で、ツメを装備している。近畿地方の3DSステーションで配信されている。
スラ忍ブラック
『テリーのワンダーランド3D』に登場。スライムボーグを模したヘルメットを被った忍者で、コンセントのような武器を装備している。東海地方の3DSステーションで配信されている。
スラ忍オレンジ
『テリーのワンダーランド3D』に登場。ぶちスライムを模したヘルメットを被った忍者で、ぶち模様の剣を装備している。四国地方の3DSステーションで配信されている。
スラ忍ピンク
『テリーのワンダーランド3D』に登場。エンゼルスライムを模したヘルメットを被った忍者で、円月輪のような武器を装備している。九州、沖縄の3DSステーションで配信されている。
スラ忍ゴールド
『テリーのワンダーランド3D』に登場。ゴールデンスライムを模したヘルメットを被った忍者の頭領。直接的な配信は行っておらず、スラ忍パープルを使った配合で作ることになる。
スラ忍シルバー
『テリーのワンダーランド3D』に登場。メタルキングを模したヘルメットを被った和服の女性。浮遊する台座に乗っている。ゴールド同様、直接的な配信は行っておらず、スラ忍パープルを使った配合で作ることになる。
スラ忍トリオ
『スーパーライト』に登場。スラ忍レッド、ブルー、ピンクが一纏めになったもの。
スラ忍衆
『スーパーライト』に登場。スラ忍レッド、ブルー、グリーン、イエロー、ピンクが一纏めになったもの。
スラ忍衆・花形
『スーパーライト』に登場。伝説のスラ忍ゴールドとシルバーが結成した花形コンビ。

### 乗り物属
スライムを模した戦車や船などのモンスター。
スライダークロボ
『ジョーカー2プロフェッショナル』で登場。すれちがい通信で60勝目以降、10勝ごとにランダムで手に入る。前述の死神スライダークが乗っていると思われる巨大ロボット。背中には何本ものメタルキングの剣が羽根のように広がって刺さっている。『スーパーライト』では頭部のスライダークボディ、右腕、左腕のスライダークライト&レフトにパーツ分けされており、全て集めて転生させることで誕生する。
スラリンガル
『勇車スラリンガル』と表記される作品もある。『スライムもりもりドラゴンクエスト2』で登場。『バトルロード』ではスライム　ももんじゃ　プロトキラーが合体した姿。戦車の形で大砲を使って攻撃する。『スライムもりもりドラゴンクエスト2』ではエリスグールと合体した 『ゴッドスラリンガル』、スラみを模した 『スラミンガル』と言う戦車も存在する。
プチリンガル
『星ドラ』のモンスター闘技場で手に入る小型のスラリンガル。
チョコリンガル
『星ドラ』のバレンタインイベントに登場するチョコレート柄のスラリンガル。
スラリン船
『テリーのワンダーランド3D』に登場。『スライムもりもり3』の主人公たちが乗る船。壊れても毎回修復されている。配信限定モンスター。
エリスグール
『スライムもりもり2』で登場。スライバが乗り込む戦車。スライバと同様漆黒のボディを持ち、各所にメタルキングの武具を模した兵装が施されている。壊れても毎回修復されている。『ジョーカー2プロフェッショナル』ではモンスターとして登場。期間限定、地区、イベント限定でDSステーションとのすれ違い通信でのみ入手できるレアモンスター。スラリンガルとは違い、属する系統はスライム系ではなく物質系である。
スライバ船
『テリーのワンダーランド3D』に登場。『スライムもりもり3』のスライバが乗る船。壊れても毎回修復されている。配信限定モンスター。

### メタル属
詳細は前述の通り。

#### 経験値系
メタルスライム
「ドラゴンクエストシリーズ」ナンバリングタイトル全作品に登場（派生作品を含めると『トルネコの大冒険 不思議のダンジョン』のみ登場せず）。
金属の身体を持つ銀色のスライム。『モンスター物語』では 溶けたミスリルと一体化したスライムとされているが、『モンスターズ』では鉱石を主食としていたために変異したと語られている。
メタル系スライムの中で最も弱い種族で、HPは極めて低いが守備力が極めて高く、しかも素早く逃げ出すため、倒すことは難しい。メタル系スライムは経験値が他のモンスターに比べると極めて高いため、レベルアップにはうってつけのスライム。『I』『II』では攻撃力がある程度高ければ一撃で倒すことができたが、『III』では倒したときに得られる経験値が『I』『II』の約10倍（4人で戦う場合）に引き上げられた反面、守備力が大きく引き上げられたため、どんなに攻撃力が高くても打撃では1しかダメージを与えることができず、「聖水」による攻撃やメダパニ・毒蛾の粉による同士討ち、「毒針」による急所攻撃、ドラゴラム使用後の炎攻撃、「会心の一撃」などでないと一撃で倒すことができない。『IV』以降は炎や吹雪による攻撃の効果が低くなった。『V』以降では、動きを止める特技やラリホーなどが有効である場合があり、攻撃力がある程度高ければ一撃で倒せる場合もある。特に、『VII』では守備力が他のメタル系スライムと比べても低く、一撃で倒す機会も多い。使える呪文は第1作と『II』ではギラとラリホーだが、『III』以降はメラのみを唱える。『ジョーカー2』では鉱石を調べると稀にトラップモンスターとして登場することがある。『ドラゴンクエスト モンスターバトルロード』ではメラのほか、持ち前のすばやさを生かして敵を高速で切り裂く「イダテンのやいば」という技を使う。また、『ドラゴンクエスト モンスターバトルロード』ではキングスライムとプラチナキングの2種類のモンスターに合体できる。リメイク版の『V』では非常に低確率（1/256）だが、仲間にすることが可能になった。
合体メタルスライム（メタルスライムS）
『VI』『VII』で登場。
『VI』では表記上は単に「メタルスライム」、『VII』では「メタルスライムS」。8匹合体することでメタルキングになる能力を持つメタルスライム。仲間を呼び出して合体しようとするため、通常のメタルスライムと違って逃げることは少ない。ただし合体後のメタルキングが逃げることは多い。
ぷちメタル
『ドラゴンクエストモンスターズ ジョーカー2』で登場。
見た目はメタルスライムと同じだがメタルスライムより弱く経験値も低い。スカウトして仲間にするとメタルスライム扱いになる。
『ジョーカー2 プロフェッショナル』ではスカウトできなくなった。
メタルーキー
『X』で登場。始めたばかりの人専用サーバーに期間限定イベントで登場する。見た目はメタルスライムと同じだが少しだけ弱く、経験値も少ない。
凶メタルスライム
『ジョーカー3』に登場。顔の半分がマ素に侵食されたメタルスライム。
はぐれメタル
『II』で初登場。略称は「はぐメタ」。
銀色の体を持つ。水銀に似た流動状の金属質な身体で、非常に硬いにもかかわらずなめらかに動く。各種資料では、はぐれメタルという名の由来は「群れからはぐれた」ことから来ており、メタルスライムが群れからはぐれてさまよううちに身体が変化した、あるいはメタルスライムの突然変異であると書かれている。前述の「モンスター物語」では困っていた妖精の少女を助けたバブルスライムの一団が、その御礼として身を清める光を浴び天界に昇りはぐれメタルとなり、その際に白銀で身軽な体になったというエピソードが紹介されている。メタルスライムと同じく素早く逃げ出すため、倒すことは難しい。倒して得られる経験値はメタルスライムの約10倍。よってゲームでは狩りの対象となるモンスターであり、これを「はぐメタ狩り」と呼ばれている。
『II』ではHPが35前後と高いものの、攻撃力が高ければ一撃で倒せるダメージを与えることが可能。『III』では倒したときに得られる経験値が『II』の約10倍（4人で戦う場合）に引き上げられ、HPは5程度に下げられたが、どんなに攻撃力が高くても打撃では1しかダメージを与えることができなくなった。
『V』『VII』ではニフラムが低確率で効く設定になっている。
様々な媒体でパロディにされることも多い（『MOTHER3』のはずれメタルさるなど）ポピュラーなスライムの一つである。
『V』『VI』では低確率（約1/256）であるが、戦闘終了後に仲間にすることができる（DS版『VI』では仲間モンスターシステム変更に伴い、特定の条件を満たせば必ず仲間にすることができる）。さらに、『VI』では、最強の特技「マダンテ」を使うことができる。『ドラゴンクエスト モンスターバトルロード』では、敵を攻撃したあとに逃げ出して相手から受ける攻撃を無効化する「ヒットアンドアウェイ」という技を使うため、ダメージを受けにくいチーム編成ができる。よく呪文のギラを使用するが、『II』では上位呪文のベギラマ（リメイク版はギラ）を、ギラ系の登場しない『IX』ではイオを使用する。
はぐれブラザーズ
『星ドラ』に登場。はぐれメタルが3匹集まったモンスター。
はぐれジュエル
『X』のバトルトリニティに登場。はぐれメタルと同じ外見で、赤色、青色、黄色の3種類の個体が存在する。
恵みのはぐれ者
『X』の万魔の塔に登場。オーラを纏ったはぐれメタルの姿をしている。
はずれメタル
『X』のエイプリルフールイベントに登場。
はぐれメタルと同じ外見である。しかし、フィールド上ではメタルキングのシンボルである。逃げにくいがHPが高い。はぐれメタルと違い、経験値は低く、ゴールドも持っていない。『スーパーライト』では、バツ印が書かれた、木のプラカードを持っている。
はずれメタルキング
『スーパーライト』に登場。バツ印が書かれた木のプラカードを持った、はぐれメタルキングの姿をしている。
シングルメタル
『X』のクリスマスイベントに登場。ニット帽を被ったはぐれメタル。NPCとして登場している。
はぐれキング
『ドラゴンクエスト あるくんです』に登場。
王冠を被ったはぐれメタル。
はぐれメタルキング
『ドラゴンクエストモンスターズ ジョーカー2 プロフェッショナル』で初登場。
はぐれメタルが巨大化し、王冠を斜にかぶっている。獲得できる経験値はメタルキングの約10倍。常に飛行移動を行い、身体から垂れる雫ではぐれメタルを生み出す（ここで出現するはぐれメタルはプレイヤーを見つけると襲ってくる）。
HPが格段に高く、他のメタル族と違い2回行動する上に逃げやすさは変わらずで、スカウトするにも経験値を獲得するにも非常に厄介なモンスター。
ドラゴンクエストモンスターズ ジョーカー2公式ブログにおいて、週刊少年ジャンプ2011年10号に『あるくんです』から『ジョーカー2 プロフェッショナル』へと参戦する新モンスターの情報が公開されることが言及されていること、その号の週刊少年ジャンプにおいて、はぐれメタルキングの情報が先行公開されていることから、上記のはぐれキングとは名前違いの同種と思われる。
はぐれロイヤルキング
『スーパーライト』に登場。上記のはぐれメタルキングより、王冠が豪華になり、体の雫が大粒になっている。
ファイアーメタル
『あるくんです2』で登場。溶岩に住むメタルスライム。
メタルキング
『IV』で初登場。
金属の身体を持ったキングスライムで、メタル系スライムの一種。倒して得られる経験値ははぐれメタルの約3倍。合体メタルスライムが8匹合体してこの姿になることもある。パルプンテを唱えるものもいる。HPがはぐれメタルよりも多いため、毒針やメタル斬りで確実にダメージを与える戦法では倒すのに時間がかかる。『バトルロード』では全身を発光させて雷を落とす「てんばつ」という技を使う。
『IX』の宝の地図「まさゆきの地図」に最も貢献をしたモンスターでもある。
ウルトラメタキン
3DS版『XI』にて登場。PS4版には登場しない。上記の地図配布によって仲間が乱獲されたことにより、怒りで旅人への復讐に燃えたメタルキングがさらに合体し巨大化した姿。ボスモンスターとして登場するため逃走することはないが、他のメタル系スライムに比べ攻撃的。
プラチナキング
『VII』『IX』とPS版・DS版『IV』に登場。
メタルキングが進化を遂げ、白金の身体を手に入れた姿。メタル系の中では最強のスライムであり、HPはメタルキングよりもケタ違いに高い（『IX』ではHPが大幅に減少しており、メタルキングよりわずかに高い程度）。そのため毒針やメタル斬りなど、確実にダメージを与える攻撃方法で削っていく戦法は有効ではなく（削っている間に逃げられるため）まじん斬りや会心の一撃がヒットしないと倒すのが難しい。倒して得られる経験値はメタルキングの約2倍で、雑魚敵の中では当シリーズ史上最高の経験値である。『ドラゴンクエスト 少年ヤンガスと不思議のダンジョン』では仲間にすると逃げずに敵に向かっていく。『ドラゴンクエスト モンスターバトルロード』ではメタルスライム・はぐれメタル・メタルキングが合体して生まれる合体モンスターとして登場する。呪文をまったく受け付けないが、HPは合体モンスターの中で最も低い。魔王クラスとして出現したときは、原典さながらの回避率（プレイヤーとして使った場合とは比較にならない）と防御力でプレイヤーの前に立ちはだかる。
『モンパレ』の異界の門に、プラチナティアラという名の亜種が登場している。
メタルカイザー
『ジョーカー』で初登場。
グランスライムをメタル化し、そこにカイゼル髭を生やしたような姿をしている。『ジョーカー2』ではメタルキングよりも経験値が高い。
主にプラチナキングが登場しない作品に出ることが多い。
メタルスター
『テリーのワンダーランド3D』に登場。メタルキングを模した巨大な要塞。
メタルブラザーズ
『IX』で登場。メタルスライムが3体積み重なったタイプ。経験値が高く、倒しにくく逃げやすい。
相手全員のランダムな標的に対してメラを一度に3連発する、「メラストーム」という技を使う。この技は、『IX』の主人公たちが覚える技にはなく、メタルブラザーズのみが使える特技（呪文）である（『X』では他のモンスターも使う）。
スライムタワー同様グラグラすることはあるが、確率はかなり低い。
メタルホイミン
『X』で初登場。ホイミスライムの転生モンスターとして稀に出現する。
ホイミンとの関連性は明言されていないが、神話の英雄の名前をとったと書かれている。
メタルトリュフ
『X』ver.2で初登場。マッシュスライムの転生モンスターとして稀に出現する。
メタルゴッデス
『イルとルカの不思議なふしぎな鍵』で初登場。巨大な翼を持ち、大きな剣を背負ったスライム族の女神。経験値を司ると言われており、ジョーカー3プロフェッショナルでは数十万の経験値を持つ。
メタルセラフィム
『スーパーライト』に登場。メタルゴッデスの下位種。優しく微笑むメタルスライムの天使。めったに姿を見せること無いレアなモンスターで、見たものは幸福を手にするという言い伝えがある。
空の神ホアカリ
『ジョーカー3』に登場。メタルゴッデスの上位種。初登場時は???系だったが、『スーパーライト』ではスライム系となっている。
ホラの神ホラカリ
『スーパーライト』のエイプリルフールイベントに登場。空の神ホアカリと同じ姿をしている。
メタルエンゼル
『ジョーカー3』に登場。エンゼルスライムのメタル版。
メタルパール
『ジョーカー3』に登場。パールスライムのメタル版。
メタルかがみもち
『DQW』に登場。メタルボディでカチカチになった かがみもちスライム。見るからにご利益がありそうな光りかがやく縁起物。
メタルつむり
『DQW』に登場。海辺に住むマリンスライムがメタルに変異した姿。強力なじゅもんを操るがたいていはにげだしてしまう。

#### ゴールド系
経験値ではなくゴールドを大量に得られる。
ゴールデンスライム
『モンスターズ』で初登場し、『VII』『IX』『X』にも登場。
金色のスライム。
メタル系スライム同様に守備力が高く、逃げやすいため倒すのは困難（ただし『VII』においてのみこれらの特徴はない）だが、倒すと大量のゴールドが得られる。『トルネコの大冒険』『IX』ではマダンテを使う。『モンスターズ』では、メタル系スライム以上に特技に強い。
『ドラゴンクエスト モンスターバトルロードビクトリー』ではレジェンドクエストVIIに登場。使用技はプラチナキングとあまり変わりなく、身の守りが他のメタル系スライムより低いがHPが高く呪文は一切受け付けない。ある条件を満たしてクリアするとプレイヤーキャラとしても使用可能。
『モンパレ』の異界の門に、ゴールドティアラという名の亜種が登場している。
ゴールデントーテム
『IX』で初登場。黄金のスライム3体が積み重なったタイプ。ゴールデンスライムと同様ゴールドが多く、倒しにくく逃げやすい。呪文や特殊攻撃は使わず通常攻撃のみで攻めてくるが、約20％の確率でグラグラする。
なお、黄金のスライムが単体で出現することはない。
『ドラゴンクエスト モンスターバトルロードビクトリー』でもレジェンドクエストIXに登場。使用技はスライムタワーとあまり変わりないが、原作同様守備力が高く、呪文は一切受け付けない。ある条件を満たしてクリアするとプレイヤーキャラとしても使用可能。スライムタワー同様、全てのステータスがゾロ目である。
黄金の重塔
『X』の期間限定イベントに登場。見た目はゴールデントーテム。モンスター図鑑には載らないモンスターである。
スライムゴールド
『ジョーカー3』に登場。金色に輝くスライム。
ゴールドエンゼル
『ジョーカー3』に登場。金色のエンゼルスライム。
ゴールドパール
『ジョーカー3』に登場。金色のパールスライム。
こがねスライム
『星ドラ』に登場。金色に輝くスライム。上記のスライムゴールドに似ているが関連性は不明。

### おみやげスライム
ドラゴンクエストウォークに登場。47都道府県の決まった場所のご当地クエストで入手できるお土産スライム。
メロンスライム
北海道・宗谷岬で入手できる。
りんごスライム
青森県・弘前城で入手できる。
わんこそばスライム
岩手県・中尊寺で入手できる。
独眼流スライム
宮城県・伊達政宗騎馬像で入手できる。
なまはげスライム
秋田県・なまはげ館で入手できる。
さくらんぼスライム
山形県・山寺で入手できる。
アカベコスライム
福島県・大内宿で入手できる。
水戸黄門スライム
茨城県・袋田の滝で入手できる。
いちごスライム
栃木県・竜頭ノ滝で入手できる。
達磨のスライム
群馬県・鬼押出し園で入手できる。
せんべいスライム
埼玉県・さいたまスーパーアリーナで入手できる。
落花生スライム
千葉県・幕張メッセで入手できる。
メイドスライム
東京都・東京タワーで入手できる。
チャイナスライム
神奈川県・横浜ランドマークタワーで入手できる。
米俵スライム
新潟県・林泉寺 山門で入手できる。
チューリップスライム
富山県・富山城で入手できる。
金獅子スライム
石川県・松井秀喜ベースボールミュージアムで入手できる。
恐竜の化石スライム
福井県・恐竜の化石で入手できる。
ももスライム
山梨県・武田信玄公の銅像（甲府駅）で入手できる。
長寿そばスライム
長野県・善光寺で入手できる。
さるぼぼ人形スライム
岐阜県・郡上八幡城で入手できる。
お茶スライム
静岡県・三保の松原で入手できる。
金のしゃちほこスライム
愛知県・名古屋城で入手できる。
くノ一ver.スライム
三重県・鬼ヶ城で入手できる。
忍びスライム
滋賀県・甲賀の里忍術村で入手できる。
舞妓はんスライム
京都府・天橋立で入手できる。
たこ焼きスライム
大阪府・通天閣で入手できる。
セーラーver.スライム
兵庫県・有馬温泉で入手できる。
聖徳太子スライム
奈良県・平城宮跡で入手できる。
梅干しスライム
和歌山県・高野山 根本大塔で入手できる。
二十世紀梨スライム
鳥取県・三朝温泉で入手できる。
みそ汁スライム
島根県・松江城で入手できる。
ももたろうver.スライム
岡山県・岡山城で入手できる。
もみじ饅頭スライム
広島県・原爆ドームで入手できる。
ふぐスライム
山口県・錦帯橋で入手できる。
アワオドリver.スライム
徳島県・阿波おどりホールで入手できる。
さぬきのうどんスライム
香川県・丸亀城で入手できる。
イヨカンスライム
愛媛県・道後温泉本館で入手できる。
土佐犬スライム
高知県・勝間沈下橋で入手できる。
にわかなお面スライム
福岡県・ヤフオクドームで入手できる。
ムツゴロウスライム
佐賀県・唐津城で入手できる。
カステラスライム
長崎県・ハウステンボスの風車で入手できる。
スイカスライム
熊本県・阿蘇山ループシャトルのりばで入手できる。
かぼすスライム
大分県・原尻の滝で入手できる。
マンゴースライム
宮崎県・鵜戸神宮で入手できる。
さつまいもスライム
鹿児島県・屋久島 白谷雲水峡で入手できる。
琉球スライム
沖縄県・首里城 守礼門で入手できる。

### その他のスライム
外伝作品に登場するスライムのうち、分類が困難なものをまとめた。
グランスライム
髭を生やした老スライム。『モンスターズ2』ではスライム系の最上位。『ジョーカー』からはゴールデンスライムを作るのに必要なため、ゴールデンスライムのほうが最上位になっている。
こんぺいとう
『キャラバンハート』に登場。手足が生え、金平糖のように見える黄色いスライム。
スノーム
『キャラバンハート』に登場。雪だるまのようなスライム。
スピンスライム
『キャラバンハート』に登場。四方八方にトゲをむき出した、コマのような白いスライム。
スライムファング
『モンスターズ』に登場。たてがみと鉤爪を持ったスライム。HPが多い。
ジャングラー
『DQM3』に登場。熱帯雨林に生息している、緑色のスライムファング。
スライムボーグ
『モンスターズ』に登場。半身が機械化されたスライム。メタル系スライムに似たボディを持つが、経験値は普通の敵と変わらずメタル系スライムには含まれない。体に潤滑油が流れているらしい。
スラマシンZ
『X』Ver.6.1に登場。白い体色で、機械部分は金。
スラキャンサー
『ジョーカー2』に登場。蟹のような姿をした巨大なスライム。見た目通りかなり硬い。
スラッピー
『モンスターズ』に登場。うさぎのような足が生えているスライム。
3DSリメイク版では特性メガボディを所持しており、かなりの巨体である。
ピエロスライム
『モンスターズ2』に登場。紫色の体をしており、目を白く縁取って帽子をかぶり、首飾りをしている。
ベビースライム
『あるくんです』における生まれたばかりのスライム。全身が黒い。『DQW』のあるくんですWで再登場。おしゃぶりを咥えた小さなスライムの姿になっている。
ミニスライム
ベビーから少しだけ成長した姿。大きさ以外は普通のスライムとほぼ同じ。
マスタースライム
『キャラバンハート』に登場。上の部分が金色の角のようになっているスライム。会心の一撃を頻繁に繰り出す。
エルダースライム
『スーパーライト』に登場。エルダーの名を持つ「デキる」スライム。普段は穏やかだが、言うことを聞かない者には頭のツノで容赦なく突いてくるスパルタ気質。
トレーナースライム
『スーパーライト』に登場。トレーナーの名を持つスライム。熱心にスライムたちを指導しているが、半人前なのであまり言うことを聞いてもらえない。
スライムコロネ
『DQM3』に登場。チョココロネの形で中に抜け出せなくなったチョコスライムが入っている。
コロネホワイト
『DQM3』に登場。スライムコロネの亜種で、白いパンの中にイチゴクリーム色のスライムが入っている。
スラ・ブラスター
『バトルロード』で初登場。宇宙にある巨大なスライム型衛星。ビームを発射することもできる。アーケード版では同名のとどめの一撃で登場し、『バトルロードビクトリー』ではこの中で宇宙一決定戦が行われる。『ジョーカー2プロフェッショナル』ではモンスターとして登場。
スライムファミリー
『ジョーカー2プロフェッショナル』に登場。『スライムもりもり2』のスライムたちの集合体。配信でしか入手できない。
ふうらいスライム
『DQM3』に登場。竜巻の上に雷鼓を持ち、雷を操る二本角の赤いスライムと風袋を持ち、風を操る一本角の緑のスライムの仲良しコンビ。
スライムヒーローズ
『DQW』に登場。勇者スライム、戦士スライム、魔法使いスライム、僧侶スライムが一纏めになったもの。
ラビスライム
『あるくんです2』で登場。ニンジンが大好きでウサギの耳が生えたスライム。
とびスライム
『あるくんです2』で登場。ギズモに乗ったスライム。
ソードスライム
『あるくんです2』で登場。頭に剣の生えたスライム。
バトルマスタースライム
『あるくんです2』で登場。スライムメットをかぶったスライム。
あるくんですスライム
『あるくんです2』で登場。あるくんです本体と合体したスライム。
キャプテンスライム
『モンスターパレード』で登場。髑髏が書かれたビコーン帽を被った濃い青色のスライム。
パイレーツスライム
『DQW』のあるくんですWに登場。広大な海を愛するあまり 海賊になったスライム。
武者スライム
『モンスターパレード』で登場。兜を被った濃い青色のスライム。
砦スライム
『星ドラ』のみんなで大決戦に登場。砦の上に乗っており、お供のモンスターをおうえんで強化する。
ハロウィンスライム
『星ドラ』のハロウィンイベントに登場。魔女の帽子を被ったスライム。
スラワッショイ
『スキャンバトラーズ』で登場。神輿を担いだスライムの集団。
魔星王メテオスライム
『星ドラ』シーズン2のラスボス。惑星クラウドのコアから生まれた黒い巨大なスライム。
ジゴ・メテオスライム
　『星ドラ』古代の厄災と蘇る不死鳥ラーミアに登場。灰色の体色で、装飾は青。
リボンスライム
『DQW』のあるくんですWに登場。リボンがトレードマークのメルヘンなスライム。いつか白馬の王子さまが迎えに来ると信じている。
バンプスライム
『DQW』のあるくんですWに登場。じゃあくなチカラで吸血鬼になったスライム。健康のために、よくトマトジュースを飲んでいる。
勇者スライム
『DQW』のあるくんですWに登場。幾多の冒険を乗り越えて英雄となったスライム。その偉大なる鉱石は伝説として語り継がれるだろう。
ドン・ランドマークスライム
『DQW』のあるくんですWに登場。全国のランドマークをたくさん訪れたスライム。憧れのドン・ランドマークのものまねに余念がない。
王子スライム
『けしケシ！』に登場。勇者の冠を被ったスライムで、本作のナビゲーター。進化させると剣を装備する。
勇者スライム
『けしケシ！』に登場。勇者の冠、盾、剣を装備したスライムで、王子スライムがさらに進化した姿。スキルにギガデインを持つ。
バニラアイスライム
『けしケシ！』に登場。サーティワンアイスクリームとのコラボで誕生した。カップの中に入ったバニラアイスのスライム。
テンスライム
『DQW』のDQXコラボに登場。10という数字が書かれた金色の王冠を被ったスライム。

## 固有名詞があるスライム
上記に属するスライムの中で、固有名詞があるものをまとめた。

### スライム属（基本形）
ライムウェル
左頬に傷があるライムスライム。『ドラゴンクエストX』のハロウィンイベントに登場。
チャンプ
『ドラゴンクエストVI 幻の大地』で登場。スライム格闘場で登場する。
その後は『Ⅹ』に登場し、モンスターバトルロードのランクアップ試験の受付を担当している。
エース
『X』のスキル上限150解放クエストに登場。スキルマスター秘蔵のスライムで、見た目は通常のスライムと変わらないがかなりの強さを誇る。
レモンハルト
クイズで勝負を挑んでくるレモンスライム。名門レモンスライム家の跡取りの騎士。『X』に登場。
マスカッ父さん
黒いハットを被り、ひげを生やした緑色のスライム。レモンハルトとは友達らしいが父さんと呼ばれている。いつもは「学長マスカレイド」として冒険者ゼミナールの会長をしている。『X』に登場。
オレンじい
やや黄色を帯び、白い髭を生やしたスライムベス。レモンハルトに付き従う執事。若い頃はオレンジの死神と呼ばれていたらしい。いつもは「預かり所仮面オレン」として冒険者ゼミナールにおいての預かり所の役割を担っている。『X』に登場。
スラン
『スーパーライト』で登場。もっと強くなりたいと願っているキラキラと輝くスライム。蝶ネクタイがトレードマークである。また、上位種にメタルボディを持ったメタルスランも登場する。
スラミチ
『ドラゴンクエストウォーク』で登場。案内役のスライム。コンパスを頭に付けている。
スラよし
『ウォーク』に登場。イベントでおともにできる。眼鏡をかけたスライム。
スラ子
『ウォーク』に登場。イベントでおともにできる。背中にリボンをつけた、ピンク色のスライム。
スラお
『スーパーライト』で登場。数々の特訓を経て冒険者となったスライム。冒険者となってからも自分を鍛え続けており、「お願いします！」と元気な声を出す。
相棒スラりん
『スーパーライト』に登場。スーパーライトとは異なる世界の勇敢なスライム。主人公のうしろを付いて回り、いざというとき力を発揮する。
スラクト
『タクト』に登場。モンスターの情報が浮かび上がっている不思議な巻物を持っており、主人公をサポートする。

### マジックスライム属
ホイミン
『スーパーライト』に登場。導かれし者と冒険したホイミスライム。いつか人間になることを夢見て、とある戦士の仲間にしてもらった。
リボンホイミン
『スーパーライト』に登場する触手がリボンになったスライム。
おまつりホイミン
『スーパーライト』に登場。「夏祭のうちわ」「夏祭りのはちまき」「夏祭のはっぴ」をまとったホイミスライム。
東のおまつりホイミン
『スーパーライト』に登場。赤いはっぴに身を包んだおまつりホイミン。自慢の赤色コーデでおまつりにあらわれ、持ち前の「アツさ」で場を盛り上げるという。
西のおまつりホイミン
『スーパーライト』に登場。黄色いはっぴに身を包んだおまつりホイミン。自慢の黄色コーデでおまつりに現れ、持ち前の明るさで場を沸かせるという。
超おまつりホイミン
『スーパーライト』に登場。明るさとアツさを併せ持つおまつりホイミン。古今東西、あらゆるお祭りが大好きで、顔を出したお祭りは大盛り上がり必至らしい。
お祝いホイミン
『スーパーライト』に登場。お祝いごとに駆けつける特別なおまつりホイミスライム。2周年記念に全員に配布された。
3周年お祝いホイミン
『スーパーライト』に登場。お祝いごとに駆けつける特別なおまつりホイミスライム。3周年の感謝の気持ちをこめて、100万の経験値を伝授する。
4周年お祝いホイミン
『スーパーライト』に登場。お祝いごとに駆けつける特別なおまつりホイミン。４周年の感謝の気持ちをこめて400万の経験値を伝授する。
5周年お祝いホイミン
お祝いごとに駆けつける特別なおまつりホイミン。5周年の感謝の気持ちをこめて、500万の経験値を伝授する。
6周年お祝いホイミン
『スーパーライト』に登場。お祝いごとに駆けつける特別なおまつりホイミン。6周年の感謝の気持ちをこめて600万の経験値を伝授する。
DQ30周年ホイミン
『スーパーライト』に登場。お祝いごとに駆けつける、特別なおまつりホイミスライム。ドラゴンクエスト30周年のお祝いに300万の経験値を気合伝授する。
バトミン
『スーパーライト』に登場。バトルが大好きなホイミスライム。マイクを手に持ち蝶ネクタイを着用している。
ホミロン軍曹
『スーパーライト』に登場。味方として人と心を通わすことができる。
ホミロン
『ヒーローズ』シリーズに登場。主要人物。
ホイミーヌ
『ウォーク』に登場。イベントでおともにできる。スライムが描かれているビレッタ帽を被った、ホイミスライム。

### 海スライム属
しびれくらげ先生
『X』で登場。見た目は少し大きめなしびれくらげ。世界中の芸人たちから先生とあがめられるお笑い界の巨匠。使う技もネタに走っている。
しびれくらげひめ
『スーパーライト』で登場。
当時同作のCMに出演していた能年玲奈主演の映画『海月姫』とのコラボレーションで登場。顔が薄ピンク色で眼鏡をかけている。
つむりえった
『ウォーク』に登場。イベントでおともにできる。ペンダントを頭にかけた、スライムつむり。

### スライムナイト属
ピエール
『星ドラ』で登場。白い体色のスライムナイトで、装備のデザインが違う。第二形態は兜を被った巨大なスライムに乗る。ストーリーが進んだあとに再び登場する際には、全体的に悪魔のようなグラフィックで出現する。
正体はオリオリの幼なじみのボロン。倒したあとは正気に戻る。
大将軍ゴロニン
『星ドラ』シーズン3で登場。黒い甲冑に身を包んだスライムナイトで、同じく全身黒い甲冑に身を包んだ紫色のスライムに乗っている。
スラリエ
『ウォーク』に登場。イベントでおともにできる。赤のリボンを着けた、スライムナイト。

### その他のスライム
スライバ
『スライムもりもり2』で登場。黒いカブトを身につけて主人公をライバル視する藍色のスライム。最後のボスではともに戦う。
はぐロン
『ウォーク』に登場。イベントでおともにできる。木の枝を咥えた、はぐれメタル。
タワッピー
『ウォーク』に登場。イベントでおともにできる。花の髪飾りを着けた、スライムタワー。
ドラゴロウ
『ウォーク』に登場。イベントでおともにできる。バイク用のゴーグルを着けた、ドラゴスライム。
ホルトン
『タクト』に登場。ブラバース大陸の王で、古の魔王時代を知る数少ない生き残りのキングスライム。

### メタル属
ゴメちゃん
『ダイの大冒険』の主要人物として登場したスライム。
『スーパーライト』や『ジョーカー3プロフェッショナル』にゲスト出演している｡
本名はゴールデンメタルスライム。

## 敵キャラクター以外としてのスライム
『II』までは敵キャラクターとしてしか登場しなかったスライムだが、『III』以降では町の中で普通に話ができるスライムや、仲間になるスライムも登場するようになった（その際に「ボクは悪いスライムじゃないよ!」と言うのはほぼ定番となっている）。町の中にいるスライムは、人間と同じ言葉を話せるものと、「ピキー!」などの鳴き声のみ発するものが存在する。また、『III』ではランシールの神殿の中にゲームのヒントになる発言をするスライムがいる。
アイテム面においてもスライムに関連した道具が登場。さらに、カジノのトランプやスロットマシンの絵柄や、「メダル王の城」などゲーム内の建物の装飾にもスライムの形が用いられるようになった。
また、ゲーム作品のみならず、『ドラゴンクエスト』に関連する漫画やアニメ作品にも仲間のスライムが登場している。

### スライム関連のキャラクター、イベント、システム
主人公たちの味方として登場するスライム、およびスライムに関わるイベント、ゲームシステムを以下に挙げる。
- ドラゴンクエストIII そして伝説へ…
  - 自分たちのパーティの姿を変えることができるアイテム「へんげのつえ」（何に変身するかはランダム）を使用したときに、スライムの姿に変身することがある。『IV』でも同様。
- ドラゴンクエストIV 導かれし者たち
  - 人間になることを夢見るホイミスライム「ホイミン」が、第一章でNPCとしてライアンの仲間になる。第五章では人間の姿で登場する。
  - PlayStation版では、移民の町への移住希望者として何匹かのスライムが登場する（ニンテンドーDS版ではベホイミン（ベホイミスライム）のみ）。
  - 同じくPlayStation版およびニンテンドーDS版では、第五章のスタンシアラ城下町の教会で、訪れた町の住民に対し、神父に代わってベホマを唱えるベホマスライムが登場する（名前は「ベホマン」。夜のみ出現）。
- ドラゴンクエストV 天空の花嫁
  - 仲間モンスターとして主人公の味方に付けることができる。仲間にできる種はスライム、ホイミスライム、ベホマスライム、スライムナイト、キングスライム、スライムベホマズン、はぐれメタル。PlayStation 2版およびニンテンドーDS版ではそれらに加えてメタルスライム、しびれくらげも仲間に加えることができる。
  - カジノのゲームのひとつとして「スライムレース」（スライムが走る競馬のようなもの）が登場。リメイク版では自分のスライムを出場させることも可能である。
  - ニンテンドーDS版ではミニゲーム「スライムタッチ」（スライムを使ったモグラ叩きのようなゲーム）が追加。
- ドラゴンクエストVI 幻の大地
  - 『V』同様、仲間モンスターとして味方に付けることができる。仲間にできる種はスライム、ホイミスライム、スライムナイト、キングスライム、はぐれメタル。ニンテンドーDS版では、戦闘で仲間にするシステムは廃止され、マップ上にいるスライムを特定の条件を満たして仲間にするシステムに変更された。ニンテンドーDS版で仲間にできるスライムはスライム（ルーキー）、ホイミスライム、スライムナイト、ぶちスライム、はぐれメタル、キングスライム、ベホマスライム、マリンスライム。
  - 上記のスライム系の仲間モンスターのみが参加できるスライム格闘場が登場。オーナーのスライムである「チャンプ」に勝利してチャンピオンになると、スライム「ルーキー」が主人公たちの仲間になる。ニンテンドーDS版では、仲間モンスターシステムの変更に伴い、仲間にできる唯一のスライムとなった。
  - 転職システムでは、最後の隠し職業として「はぐれメタル」が登場。
  - ニンテンドーDS版ではミニゲーム「スライムカーリング」（スライムを使ったカーリング）が追加。
- ドラゴンクエストVII エデンの戦士たち
  - 現代の山奥の塔に「スラっち」というスライムが住んでいる。主人公たちを最上階まで案内するが、戦闘には参加しない。
  - 『VI』同様の転職システムが採用され、多数の「モンスター職」が登場。その中に「スライム」「ホイミスライム」「ドラゴスライム」「プラチナキング」の職業がある。
  - 「モンスターパーク」にて、登場する全てのスライム種を収容することができる。
  - 移民の町(ニンテンドー3DS・スマホ版)ではモンスターが人間に変化した人々を住まわせることができ、元スライムの「スララン」などの人物が登場する。
- ドラゴンクエストVIII 空と海と大地と呪われし姫君
  - 『VIII』の主要な登場人物として､トロデ王が登場する。
    - トロデ王は『ジョーカー』では配信限定のモンスターとして仲間にすることが可能。スライム系の隠しモンスターとして分類されている。『ジョーカー2』では配合により通常プレイで入手でき、自然系に変更されている。

  - スカウトモンスターとして、スライム3匹、ホイミスライム、ベホマスライム、キングスライム、スライムナイト、メタルスライム、はぐれメタル、メタルキングが登場する。
  - とある場所（荒野の一軒家）にて、困っているキングスライムを助けるサブイベントが発生する。その際、彼らの合体の秘密が明かされる。
  - 3DS版では各町、村に金のスライムが置かれており、写真クエストでそれを撮影する。
- ドラゴンクエストIX 星空の守り人
  - ゲーム開始時や、リッカの宿屋のすれちがい客のいる部屋に入る時などのロード画面の右下にスライムが登場する。まれにスライムベスやメタルスライムが現れることもある。
  - Wi-Fiショッピングや冒険の書を送る時の待機画面には大量のスライムが降ってくる演出が入る。
  - すれちがい通信時の待機画面上部と（かなり目立たないが）パラメーターのつよさの動く背景で登場する。
  - 有名な彫刻家が住む山に住み着いたスライムがいる。
  - キャプテン・メダルの家にしびれくらげがいる。
  - とあるクエストで、「ポチ」という名前のスライムを飼っている親子が登場する。
  - 追加クエストで、アルマの塔の前にスライムが登場する。
  - 追加クエストで、名前に「スライム」を含まないスライム系モンスター（例：はぐれメタル、メタルライダー等）を倒してくるように依頼される。
- ドラゴンクエストX 目覚めし五つの種族 オンライン
  - 期間限定クエスト「春風の吹く日まで」ではプレイヤーが5種類のスライム系モンスター(プレイヤーのIDによってどのスライムになるかが決まる)に変身する。変身できるのはスライム、スライムベス、スライムナイト、ホイミスライム、しびれくらげ。
  - 『X（バージョン2.0)』ではまもの使いになることで、スライム、ホイミスライム、スライムナイトを仲間にすることができる。
  - 『X（バージョン3.5）』ではモンスターシールの対象モンスターにバブルスライムの色違い「スラシャボン」が登場した。
- ドラゴンクエストXI 過ぎ去りし時を求めて
  - ユグノア城下町跡の奥へ通じる道を案内するスライム、メダル女学園の生徒のスライム・ホイミスライム・スライムつむり、神の民と共に暮らすスライムナイトなどが登場。
  - Switch版にはカミュの追加ストーリーにホミリン、ボイスドラマの愛のこもれびにはスライムナイトのオスカー&スラエールが登場した。
- ドラゴンクエスト モンスターバトルロード
  - とどめの一撃の際に特定のモンスターやアイテムカードをスキャンして発動すると、山ほどの大きさの「ウルトラスライム」が敵チームに体当たりする攻撃がある。また、スライム型衛星がビームを放つ「スラ・ブラスター」を発動できるカードも存在する。
- ドラゴンクエストモンスターズ テリーのワンダーランド
  - タイジュ王が可愛がっていたホイミスライム「ホイミン」が登場する。
  - 本作で最初に仲間になるモンスターとして先代国王が可愛がっていたスライム「スラぼう」が登場。
- ドラゴンクエストモンスターズ2 マルタのふしぎな鍵
  - 本作で最初に仲間になるモンスターとして牧場を守るスライム「スラッシュ」が登場。
  - 3DS版では最初に作成できるパートナー「モントナー」でスライム型のものが作成できる。
- ドラゴンクエストモンスターズ キャラバンハート
  - ルインのキャラバンを守るガードモンスター「スラロン」が登場する。
- ドラゴンクエストモンスターズ ジョーカー2
  - クリア後の飛行船内に、自身を「さすらいのメタルチケット売り」と称し、メタルチケットを10000G（本人は「値引きはできない」と語る）で売るはぐれメタルがいる。購入すると「健闘を祈ってるよ」と言う。
- ドラゴンクエストモンスターズ スーパーライト
  - 味方として人と心を通わす「ホミロン軍曹」が登場する。気に入っているベレー帽は、オレンカの士官学校にいる教官に憧れてまねをしているらしい。
- ドラゴンクエスト モンスターパレード
  - 主要人物の中に「スラリン」というスライムが登場する。
  - ミニゲームとして「スライムつまみ」というものがある。
- ドラゴンクエストヒーローズ 闇竜と世界樹の城
  - 主要人物にホイミスライムの「ホミロン」が登場する。
  - また、モンスターを倒すと落とす「モンスターコイン」を使用するとモンスターを呼び出すことができ、スライム系モンスターも呼べる。
- ドラゴンクエストヒーローズII 双子の王と予言の終わり
  - 前作に引き続き、ホミロンが登場する。
- ドラゴンクエストビルダーズ アレフガルドを復活せよ
  - メルキド編で「スラタン」という名のスライムを町に迎え入れられる。
- ドラゴンクエストビルダーズ2 破壊神シドーとからっぽの島
  - 監獄島に主人公の脱獄の手助けをするスライムがいる。また、スライム、スライムベス、ホイミスライム、はぐれメタルを倒して仲間にすることもできる。
- スライムもりもりドラゴンクエスト
  - スライムは、ミイホン、ドラお、スラみ、スラゾー、しんぷ、グランじいさん、パパ、ママ、ミイホンパパ、ミイホンママ、スラまる、スラかげ、トミー、オババ、おうさま、ペココひめ、ヤンス、ライムひめ等が登場する。
- ドラゴンクエストトレジャーズ 青き瞳と大空の羅針盤
  - 最初に仲間になるキュートスライム『キラリン』、スライムの『スラッチェ』。料理を担当するクイーンスライム『スラペコ』が登場。

### スライムに関する技
スラ・ストライク
作中において何度か登場する。
スライム一族に伝わる技。すばやく突進して体当たり攻撃を仕掛ける。あまりにも強力な技のため、使える者は限られている（「スライムもりもり」の主人公やスライムダークなど）。「バトルロード」ではいくつかの派生技があり、多くは会心の一撃が出やすいという特徴がある。
スラ・ブレイク
「バトルロード」で必殺技として登場。スライムの使う技を掛け合わせて発動する（スライムナイトなどライダー系は除く）。スライムたちが力を合わせて、敵に連続で体当たりを仕掛ける。
スライムウェーブ
「バトルロード2レジェンド」における究極必殺技。2人プレイにおいて、スライム・スライムベス・メタルスライム・はぐれメタル・スライムつむり・スライムタワーでチームを組んだ時のみ発動できる。スラ・ブレイクの上位技で、連続攻撃のあと、その名のとおり大量のスライムが波のように相手に体当たりをする。
スライムシャワー
無数の三色スライムが降ってくる技。スライムタワーが使用。
スラ・フラッシュ
「X」から登場。「X」では一定範囲の敵を、それ以外では敵全体を光で攻撃し確率で幻惑状態にする。

### スライムにまつわるアイテム
メタスラの剣・メタスラのやり・メタスラよろい・メタスラの盾・メタスラヘルム・メタスラのこて・メタスラブーツ
『IX』にて初登場。
強固な守備力を持つメタルスライムの名を冠した武具。『IX』では宝の地図ダンジョンの青宝箱から入手でき、錬金の材料にすることではぐれメタルの武具、さらにはメタルキングの武具にパワーアップできる。『XI』では加えて「メタスラの大剣」「メタスラブーメラン」も登場する。
はぐれメタルの剣・はぐれメタル鎧・はぐれメタルの盾・はぐれメタルヘルム
『IV』に全種類登場、『VIII』では剣と鎧のみ登場。
強固な守備力を持つはぐれメタルの名を冠した武具。『IV』では勇者専用の「天空シリーズ」の武具をも上回る攻撃力・防御力を持つ上に、剣はメタル系スライムに確実に2ダメージを与える特性を持つ。防具はFC版では物理攻撃に対してはひたすら堅い半面、属性への耐性はないものだったが、リメイク版では呪文、ブレス、状態異常への耐性も備えたものに強化された。『IX』では加えて「はぐれメタルのやり」「はぐれメタルのこて」「はぐれメタルブーツ」も登場する。『XI』では加えて「はぐれメタルの大剣」「はぐメタブーメラン」「はぐれメタルベスト」も登場する。
メタルキングの剣・メタルキングのヤリ・メタルキング鎧・メタルキングの盾・メタルキングヘルム
ヤリ以外は『V』で初登場。『VIII』では剣は未登場だが、その代わりにヤリと「メタルウィング（ブーメラン）」が登場する。『IX』では「メタルキングのこて」「メタルキングブーツ」が登場する。『XI』では加えて「メタルキングの大剣」「メタキンブーメラン」「メタルキングベスト」も登場する。
強固な守備力を持つメタルキングの名を冠した武具。『V』では主人公専用装備や「天空シリーズ」の武具をも上回る攻撃力・防御力を持つが、状態異常耐性を持つ盾以外は特性を持たない。『VI』『VII』ではこれを上回る能力を持つ武具もあるが、それでも最強に近い能力を持っている上に耐性を備えている。『V』『VI』の仲間スライムは剣鎧盾兜全てを装備可能。剣はメタル系スライムに確実に2ダメージを与えられるが、ヤリにはその特性はなく、メタルウィングは「ダメージを与えやすくなる」と少し弱い効果になっている。
スライムの服
『V』～『VII』『IX』に登場。
仲間モンスターのスライム用に作られた、スライムの体型に合わせた服。ただし、スライム族固定装備ではなく、丸型のモンスターも装備できる。逆にスライムナイトは装備できない（スライムナイトは基本的にメタルキング系以外のスライム専用装備は装備できないことが多い）。『VII』とリメイク版『V』ではデザインにスライムをあしらった、普通の人間用の服となっている。『IX』では頭部の装備品（スライムヘッド）とあわせてスライムタワーを模したデザインとなっている（ただし、青と緑の位置が逆になっている）。
スライムアーマー
『VI』『VII』に登場。
『VI』では仲間モンスターのスライム用に作られた、スライムの体型に合わせた鎧。ただし人間のチャモロも装備できる（一部ガイドブック等には「チャモロは小柄なため」と書かれている）。『VII』ではデザインにスライムをあしらった、普通の人間用の鎧となっている。
スライムトレイ
『IX』『DQMB2レジェンド』『X』に登場。
スライムを模した盾。『IX』では弾力性に富む素材でできており、敵の攻撃に対して緩衝材の役割を果たしてダメージを減らす。『DQMB2』ではスライム系の攻撃を高確率でガードする能力がある。
スライムベストレイ
『X』に登場。スライムベスを模した盾。
メタスラトレイ
3DS版『VIII』に登場。呪文のダメージを軽減できる盾。配信限定。
スライムナイトの盾
『X』に登場。
スライムの柄が入っている五角形の盾。スライムナイトが持っている盾と同じもので、人間も職業問わず装備できる。『ヤングガンガン』に封入されていたアイテムコードで入手可能。
キングスライムの盾
『X』に登場。
キングスライムを模した盾で、ドレスアップ用のおしゃれ装備。 DQXショップで購入できる課金アイテム。
スライムメット
『VI』に登場。
仲間モンスターのスライム用に作られた兜。アーマー同様人間のチャモロが装備でき、4コママンガ劇場でもネタにされている。
スライムの冠
『VIII』『IX』に登場。
キングスライムのかぶっていた王冠。ヤンガスが兜として装備できる他、「はぐれメタルの剣」や「メタルキング鎧」などのレアなアイテムの錬金素材となる。それだけに入手もとてつもなく難しい。
ホイミンキャップ
3DS版『VIII』に登場。ホイミスライムを模した帽子で、かしこさと最大MPが増える。配信限定。
ホイミンのTシャツ
3DS版『VIII』に登場。ホイミスライムがプリントされた白Tシャツで、歩くとHPが回復する。配信限定。
スライムヘッド
『IX』に登場。
スライムを模した頭部の防具。『IX』ではスライムの服とあわせると、スライムタワーを模した格好になる。
『X』では、イベントアイテムとしてスラタワーヘッド、スラタワーボディ、スラタワーパンツが入手できた（いずれも染色可能）。
とんがり帽子
『V』～『IX』に登場。スライムのとんがった頭に合わせたような形をしている。一部の人間も装備可能。
貝殻帽子（かいがらぼうし）
『V』から登場。サザエのような巨大な巻貝の貝殻を利用したもの。スライム以外の一部モンスター、人間も装備できる。
カメのこうら
『V』以降とリメイク版『III』に登場。大ガメの甲羅を加工して着られるようにしたもので、スライムの丸い体型に合わせて考案されたと思われる節がある。スライム以外にも、小さくて丸い体型のモンスターや、一部の人間でも装備可能。
スライムピアス
『VI』以降とリメイク版『III』に登場。
スライムをかたどったピアス。『VI』『VII』では攻撃力を、『VIII』『IX』『X』『XI』では防御力をわずかに上昇させる効果がある。『III』では、装備すると性格が「さびしがりや」になる。
『IV』ではアイテムとしては未登場だが、イラストで勇者が身につけている（FC版では男勇者のみ、PS版・DS版では男女とも）。
オラクル屋ののれん
リメイク版『V』に登場。
オラクルベリーのオラクル屋の暖簾。ホイミスライムが3匹繋がったデザインとなっている。名産品となっているが、スライム系モンスターは鎧として装備できる。防御力がなかなか高く、装備すると戦闘中毎ターンごとにHPが10～15程度自動的に回復する仕様となっている。フローラはこの暖簾をとても気に入っており、買った際に仲間にいると大喜びする。
スライムゼリー
『IX』から登場。
スライムの形をしたゼリーのようなアイテム。スライム系のモンスターを倒すか盗むことで入手できる。錬金素材であり、スライムの名を冠した武具やアクセサリーなどの錬金、作成に使用する。
スライムステッキ/スラタワーステッキ
『X』に登場。スライム・スライムタワーの形をしたフィギュアが先についているスティックタイプの僧侶の装備用アイテム。スライム系のMPを奪いやすい。
スライムTシャツ/ベスTシャツ/メタスラTシャツ
『X』に登場。
スライム柄のTシャツ（からだ上装備）。キャンペーンで入手できたほか、課金アイテムとしてDQXショップで購入できる。
スライムおしゃれ花
『IX』から登場。
スライムに人気のあるおしゃれな花。『IX』ではクエスト用アイテム。『X』では鍛冶専用の素材。
スライムオイル
『XI』に登場。スライムタールなどが落とす素材アイテム。
メタルのカケラ
『XI』に登場。メタルスライム系などが落とす素材アイテム。

### 漫画・アニメに登場するスライム
ゴメちゃん（DRAGON QUEST -ダイの大冒険-）
ゴールデンメタルスライム。金色の身体を持ち、翼を生やしている。実はその正体は神々が作ったアイテム「神の涙」。
のちに『スーパーライト』、『星ドラ』、『ジョーカー3プロフェッショナル』に『ダイの大冒険』コラボレーションの一環として登場する。
マリべえ（DRAGON QUEST -ダイの大冒険-）
マリンスライム。チウ率いる「獣王遊撃隊」隊員3号。
ホイミィ（DRAGON QUEST -ダイの大冒険- クロスブレイド）
ホイミスライム。自身を助けたクロコダインに従属している。
スラきち（スライム冒険記）
主人公として活躍するスライム。だじゃれ好きで女性が苦手。物語後半では「スパきち」（スーパースラきち）に変身できるようになる。火を吹いたりすることもできる。
チチ、カカ（アニメ・ドラゴンクエスト）
小さなスライム。チチ(雄)は水色、カカ(雌)はピンク色（カカはスライムベスではない）。それぞれ人間の肩に乗るほどの大きさである。物語終盤では2匹の間に子どもが生まれ、自身の子供たちと合体してキングスライムになる。
メタルスライム（アニメ・ドラゴンクエスト）
土着モンスター。ゲームのメタルスライムとは違い、目つきが鋭く、攻撃的である。
はぐれスライム（ドラゴンクエスト列伝 ロトの紋章）
賢王ポロンの友達として、見習いゴースト・暴れドラキーともに登場。中盤に獣王グノンに殺される。その後、ルイーダの店の絵に勇者たちとともに描かれる。
スラッパー（スライム大作戦）
腕組みが可能なほど長い腕が生えたスライム。手には5本の指がある。
キズブチ（ドラゴンクエスト 幻の大地）
仲間からいじめられており、体中が傷だらけになったぶちスライム。序盤で主人公ボッツに助けられ、以降は仲間として終盤まで冒険に同行する。なお、原作の『VI』（執筆当時のスーパーファミコン版）ではぶちスライムは仲間にならないモンスターである。
スラお（ドラゴンクエストモンスターズ+）
元々はテリーの仲間だった純正のスライム♂。原作のモンスターズにも同名のスライムが登場するが、性格は全く違う。『邪の波動』の影響を受けても唯一牧場を離れずにいたことで、主人公クリオの最初の仲間となる。戦いから長い間離れていたため、テリーの仲間だった頃に使っていた『マダンテ』などの技はほとんど使えなくなっている。『ドラゴンクエストモンスターズ+』では、他にぶちキングなどのスライム系モンスターも仲間キャラクターとして登場する。
ブラックスライム（ドラゴンクエストモンスターズ+）
元ホイミスライムの男と共に魔霊界の番人をしている黒いスライム。死んで魔霊界にやってきたスラおたちに、暇潰しで特技を教える。この名称はコミック4巻の巻末での表記だが、5巻では『ダークスライム』と表記されている。
スラリン（スライムもりもり）
ミイホンやおおきづちのタンタンと仲がいいスライム。食いしん坊で長い話を聞くとすぐ眠ったりするが、とても勇敢である。よくボケる。必殺技のスラ・ストライクは敵を一瞬で上空に吹き飛ばす威力がある。
スラジャン
Vジャンプ公式ホームページ内の『DQネクスト! 週刊少年ドラクエ!! WEB』および週刊少年ジャンプ内の『週刊少年ドラクエ!!』のマスコットスライム。
スラヨン（スライムドーン!!）
古代機械に乗ったスライム。
スラりん（ドラゴンクエスト ユア・ストーリー）
見た目はスライムだが、正体はドラゴンクエストバーチャル世界を監視しているアンチウイルスプログラム。
はてなスライム（ドラゴンクエストなぞなぞブック なぞなぞーマからの挑戦状）
アレフガルド出身で、本作の案内役を勤めるスライム。頭の角の部分が「?」の形になっているのが特徴。

## 関連するモンスター
以下のモンスターはスライム系ではないが、スライムに関連のあるモンスターを記す。
パペットこぞう
『VIII』で初登場。左手にスライムの人形をはめ、これでプレイヤーに殴り掛かる。
ヘルクラウド
初出は『VI』に登場したボス。『ジョーカー2』以降のモンスターズ作品に登場するものは呪文や特技を使用する際のエフェクトで城の中からスライム・スライムベス・メタルスライム・ぶちスライム・キングスライムが現れる。物質系に分類される。
モンスターパレード
『イルとルカの不思議なふしぎなカギ』に登場。『ドラゴンクエスト モンスターパレード』のキャラバン隊で、その中にスライム、キングスライムが混ざっている。
モリーサタン
3DS版『VIII』で登場するモリーのようなカラーリングをしたベビーサタンの亜種、スライムタワーのスティックを手にしている。
空の神ホアカリ
『ジョーカー3』で登場。クリア後に異空間で戦うことになるモンスターの内の1体。外見はメタルゴッデスの亜種だが、分類は？？？系となっている。
『スーパーライト』ではメタルゴッデス等と同様にスライム系に分類されている。
メタルハンド
『XI』で登場するマドハンドの色違い。金属光沢があり、高防御・低HP・多大な経験値などメタルスライム系と同様の特徴を持っている。ザキを唱えたり仲間のメタルハンドを呼ぶマドハンド系の特徴も備えている。さらに凶悪で取得経験値が多い「メタルハンド・強」も登場する。
なお『III』のゲームボーイカラー版に登場したのが初出だが、メタルスライム系の特徴を有していない。
メタルパペット
3DS版『VII』で登場するどろにんぎょうの色違い。守備力が999であらゆる呪文が通用しないなどメタルスライム系と同様の特徴を持っている。

## 関連商品・作品

古代蓮の里にて制作されたキングスライムとスライムの巨大わらアート（2016年）

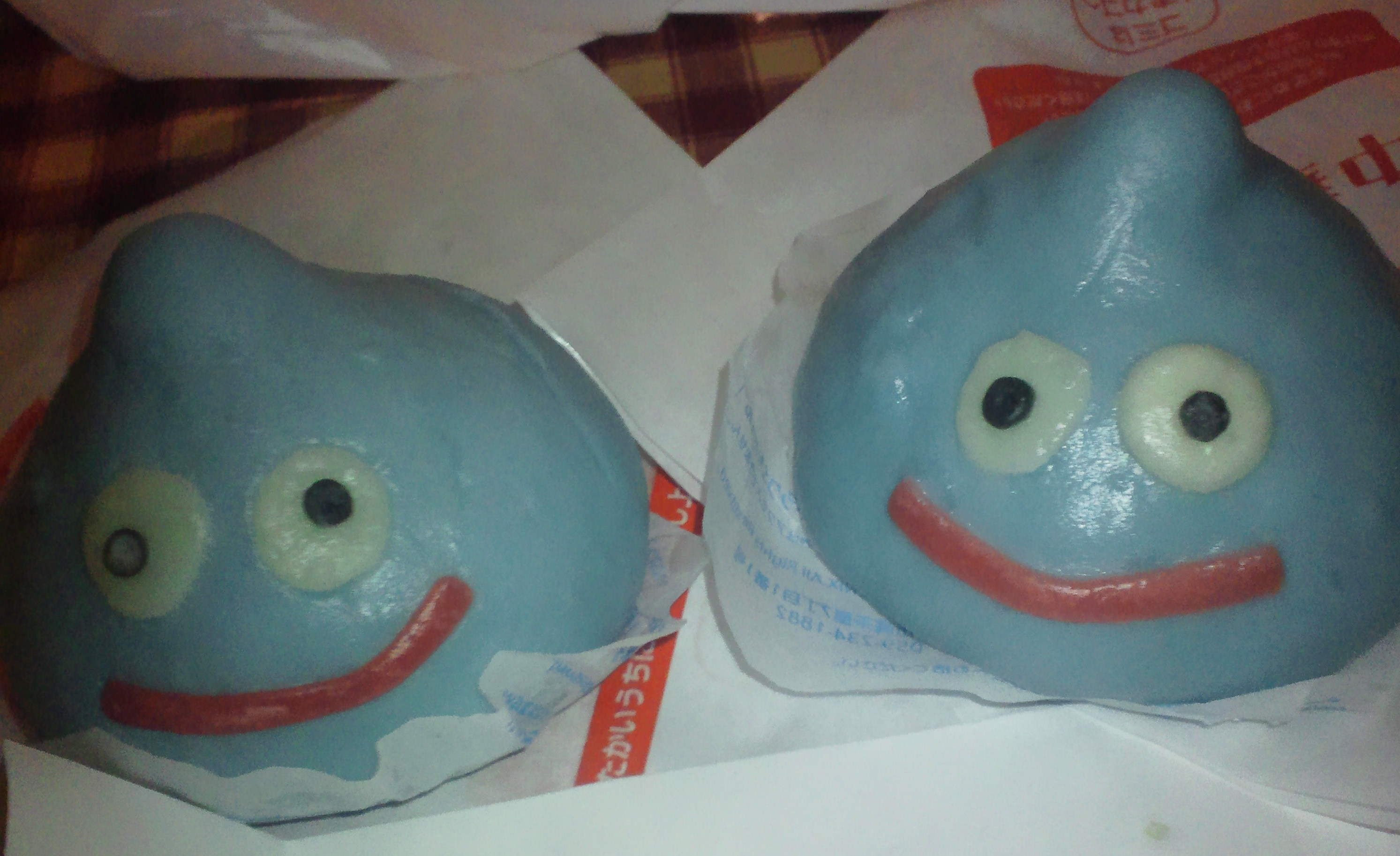
スライム肉まん全体

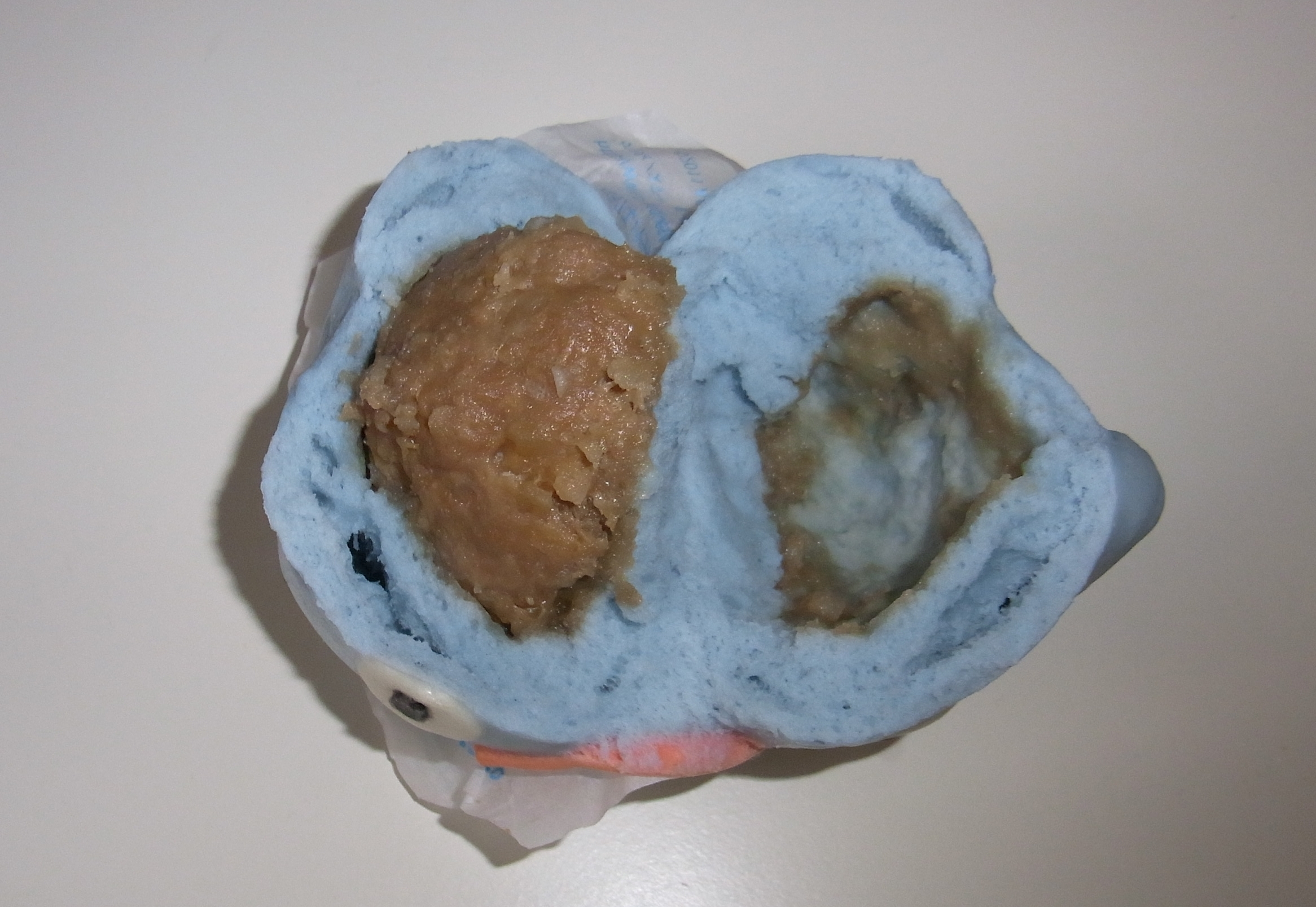
スライム肉まん中身

スライムのぬいぐるみや陶器人形など、様々なキャラクター商品がエニックス（現・スクウェア・エニックス）によって発売され、企業とのコラボレーションにより食品や一般用医薬品にまで波及している。また、スライムを主人公としたゲームや漫画などの作品も生まれた。
スライムを主人公とした作品には以下のものがある。
- ゲーム
  - スライムもりもりドラゴンクエストシリーズ
  - ドラゴンクエスト あるくんですシリーズ
- 携帯アプリ
  - フィーチャーフォン
    - スライムダービー（iアプリ、2001年7月16日）

  - スマートフォン
    - LINE スライムコゼニト〜ル（LINEアプリ：2013年5月28日）
- ブラウザゲーム
  - スライムのおへや（2012年5月9日 - 2013年7月1日）
- ボードゲーム
  - ドラゴンクエストボードゲーム スライムレース（1992年）
  - ドラゴンクエストボードゲーム スライムレース Re（2012年9月29日）
  - ドラゴンクエスト かさねてスライムタワーゲーム スライムタワーをつくるのだっ!（2014年3月7日）
- 漫画
  - スライム冒険記（作・かねこ統） - 集英社『Vジャンプ』連載。
  - スライム大作戦（同上）
  - スライムもりもり（同上）
  - スライムドーン!!（同上）
- OVA
  - スライム冒険記（1995年、1998年、1999年） - Vジャンプフェスティバルにて上映された短編アニメ。
- 絵本
  - スライムぴぴぴ（著・原ペコリ、監修・長田かおり、スクウェア・エニックス、2019年9月30日、ISBN 978-4-75-756266-0）
- 食品
  - ドラゴンクエスト とろとろスライム ホイミサイダー味!? / メラトロピカル味!! - 2010年7月13日数量限定発売。サントリーとのコラボ[11]
  - スライム肉まん - 2011年11月29日に井村屋製造・ファミリーマートから発売、100万個限定[12]
  - Fit's MAGIQ スライム味 - 2012年8月21日にロッテから発売[13]。実際の商品の味はかなり酸味の強いライム味となっていた。
  - スライムカレー - 2014年9月下旬ヴィレッジヴァンガードから発売。中に入っているのは青いカレールウと具材のみで、目玉や口はオプション（自腹）で購入したものを使って作成するふうになっている[14]。2015年8月上旬には『スライムカレー（緑）』[15]が発売予定[16]。
  - きゅうスライム -  2019年9月24日 - 11月8日の期間にローソンで伊藤園の対象商品を購入して応募すると1500名に当たるスライム型きゅうす[17]。
  - スライム蒸しパン スライムあじ（スイートライム） / マンゴーあじ / くろごまあじ - 2019年9月25日にローソンストア100から発売[18][19]。
- 一般用医薬品
  - ロートジー スライム型目薬（ロートジーb・ロートジープロc/d【第2類医薬品】、ロートジーコンタクトa【第3類医薬品】） - 2017年5月27日に期間・数量限定でロート製薬から発売。目薬容器がスライム型となり、紙箱も専用デザインとなる[20]。2023年11月18日にゲームの世界観を採り入れた外箱デザインに一新して約6年半ぶりに再発売している[21]。

上記の他、『ドラゴンクエスト モンスター物語』では、しびれくらげを除いた『III』までに登場するスライムの進化の過程が書かれている。